# Phanxicô Xaviê Nguyễn Văn Thuận
Phanxicô Xaviê Nguyễn Văn Thuận (17 tháng 4 năm 1928 – 16 tháng 9 năm 2002) là một hồng y người Việt Nam thuộc Giáo hội Công giáo Rôma. Ông từng đảm trách cương vị Chủ tịch Hội đồng Giáo hoàng về Công lý và Hòa bình và là vị giáo sĩ Công giáo Việt Nam từng giữ vị trí cao nhất trong Giáo hội Công giáo Rôma. Ông được xem là một biểu tượng của người Công giáo Việt Nam, là một nhân vật có sức ảnh hưởng của Giáo hội Công giáo tại Việt Nam. Dù gặp nhiều khó khăn với chính quyền Việt Nam, Hồng y Thuận không tỏ ra thù ghét. Chính vì thái độ này, ông đã được nhiều người tôn kính. Ngoài tiếng Việt là tiếng mẹ đẻ, ông còn nói thông thạo tám ngôn ngữ khác: Pháp, Anh, Ý, Đức, Latinh, Nga và Trung Quốc, Tây Ban Nha.
Hồng y Thuận sinh năm 1928 tại Huế trong một gia đình có truyền thống Công giáo lâu đời. Sau quá trình tu học, ông được thụ phong linh mục vào tháng 6 năm 1953. Tháng 4 năm 1967, linh mục Nguyễn Văn Thuận được Giáo hoàng Phaolô VI bổ nhiệm làm Giám mục chính tòa Giáo phận Nha Trang. Ông là vị giám mục người Việt đầu tiên quản lý giáo phận này. Ngày 24 tháng 4 năm 1975, Tòa Thánh bổ nhiệm Nguyễn Văn Thuận làm Tổng Giám mục hiệu tòa Vadesi, chức vị Tổng Giám mục phó của Tổng giáo phận Sài Gòn với quyền kế vị. Sau sự kiện 30 tháng 4 năm 1975, ông tạm hoãn về Sài Gòn, đến ngày 7 tháng 5 mới về để nhận nhiệm vụ mới. Ngày 15 tháng 8 năm 1975, ông bị bắt, đi tù và cải tạo suốt 13 năm.
Nguyễn Văn Thuận mắc bệnh viêm tiền liệt tuyến và đến Roma điều trị vào tháng 9 năm 1991. Trong thời gian trị bệnh tại Rôma, chính quyền nước Cộng hòa Xã hội Chủ nghĩa Việt Nam tuyên bố Tổng giám mục Nguyễn Văn Thuận không còn được phép trở lại Việt Nam. Năm 1994, Tổng giám mục Thuận từ chức Tổng giám mục phó Tổng giáo phận Thành phố Hồ Chí Minh và Tòa Thánh bổ nhiệm ông giữ chức vụ phó chủ tịch Hội đồng Giáo hoàng về Công lý và Hòa bình. Ông trở thành Chủ tịch Hội đồng này vào năm 1998. Tháng 1 năm 2001, Giáo hoàng Gioan Phaolô II thăng Tổng giám mục Thuận tước vị hồng y. Theo báo chí quốc tế, ông cũng được đánh giá là ứng cử viên sáng giá kế vị Giáo hoàng đã già yếu. Ngày 16 tháng 9 năm 2002, hồng y Nguyễn Văn Thuận qua đời tại Rôma do bệnh ung thư tiền liệt tuyến.
Ngày 17 tháng 9 năm 2007, Giáo hội Công giáo Rôma bắt đầu những thủ tục đầu tiên cho việc tuyên phong chân phước và phong thánh cho cố hồng y. Ngày 5 tháng 7 năm 2013, người Công giáo Việt Nam tổ chức lễ bế mạc của các giai đoạn giáo phận của tiến trình phong chân phước cho Hồng y Phanxicô Xaviê Nguyễn Văn Thuận.
Ngày 4 tháng 5 năm 2017, Giáo hoàng Phanxicô phê chuẩn các sắc lệnh của Bộ Tuyên thánh, tiến thêm một bước trong án tuyên thánh cho cố hồng y Nguyễn Văn Thuận. Giáo hoàng tuyên bố Hồng y Thuận là đấng đáng kính. Đây là bước tiến quan trọng trong án phong thánh cho ông. Ngày 25 tháng 7 năm 2023, trên cơ sở kế thừa các cơ sở của việc đình chỉ các Quỹ Người Samari Nhân hậu và Quỹ Công lý Hòa Bình, Giáo hoàng Phanxicô thiết lập Van Thuan Foundation (Quỹ Văn Thuận), theo tên cố Hồng y Nguyễn Văn Thuận.

## Thân thế và thiếu thời
Phanxicô Xaviê Nguyễn Văn Thuận sinh ngày 17 tháng 4 năm 1928 tại khu vực giáo xứ Phủ Cam, Huế, Tổng giáo phận Huế. Ông là anh cả trong một gia đình có 8 anh chị em gồm 3 nam và 5 nữ. Thân phụ là Tađêô Nguyễn Văn Ấm (mất năm 1993 tại Sydney, Úc) và thân mẫu là bà Elizabeth Ngô Đình Thị Hiệp (mất năm 2005), em ruột của Giám mục Phêrô Máctinô Ngô Đình Thục và tổng thống Việt Nam Cộng hòa Ngô Đình Diệm. Đây là một gia đình có truyền thống Công giáo lâu đời, tổ tiên của ông từng chịu tử đạo vì tuyên xưng đức tin Công giáo trong suốt giai đoạn từ năm 1698 đến năm 1885.
Họ nội Nguyễn Văn Thuận có cụ cố là ông Nguyễn Văn Danh bị bắt làm nô lệ và sống trong thời kỳ truy bắt đạo Công giáo của vua Tự Đức. Con ông là ông Nguyễn Văn Vọng (ông nội Nguyễn Văn Thuận), hỗ trợ truyền giáo bằng đời sống hằng ngày với vợ là bà Tống Thị Tài, từng lập hai trường Bình Linh (Pellerin) và Thánh nữ Jeanne d’Arc lần lượt cho dòng nam Lasan và dòng nữ Thánh Phaolô thành Chartres. Có nguồn tin ông nội Nguyễn Văn Thuận là ông Nguyễn Văn Diêu (còn gọi là Bát Diêu). Về phía họ ngoại Nguyễn Văn Thuận, có nhiều người đã bị thiêu chết trong giờ kinh nguyện năm 1885 bởi những người tìm bắt các tín đồ Công giáo. Do dòng họ không còn có con trai tế tự, chủng sinh Ngô Đình Khả đã nhận được đề nghị từ các giáo sư chủng viện Penang và trở về Việt Nam lập gia đình. Ông Khả từng giữ tước Phù Đạo Đại Thần, cố vấn cho vua các vấn đề Pháp văn và Triết học Tây phương. Do phản đối Pháp buộc vua thoái vị, ông từ quan về làm ruộng. Ông Khả là thân phụ bà Ngô Đình Thị Hiệp, thân mẫu Nguyễn Văn Thuận.
Từ khi còn nhỏ, cậu bé Thuận được giáo dục đức tin bởi người mẹ gương mẫu. Thân mẫu và bà nội thường kể chuyện cho Nguyễn Văn Thuận về tổ tiên, các thánh Công giáo trong Kinh Thánh và các vị tử đạo Công giáo của Việt Nam. Cậu bé Thuận tin tưởng Thánh Thể vì quan niệm đây là con đường để con người kết hiệp với Thiên Chúa. Nhờ sự giáo dục tôn giáo từ nhỏ, cậu bé Thuận có mong muốn đi theo con đường tu trì từ rất sớm.

## Tu học và thời kỳ linh mục
Cuối tháng 8 năm 1940, cậu bé Nguyễn Văn Thuận nhập học tại Tiểu chủng viện An Ninh, tại Cửa Tùng, Quảng Trị. Nhờ sẵn có văn bằng tiểu học certificat d’étude primaire, cũng như có trí nhớ tốt và trình độ song ngữ và tiếng La tinh, cậu rút ngắn thời gian học từ tám năm xuống sáu năm. Sau khi hoàn tất chương trình tiểu chủng viện, từ năm 1947, chủng sinh Thuận theo học triết và thần học tại Đại chủng viện Kim Long, Huế. Trong thời gian này, ông có dịp tìm hiểu về linh mục José Ramon Manual Pro Juarez và nhận đây là mẫu gương cho đời linh mục của mình. Trong thời gian ba năm đầu tiên của đại chủng viện, chủng sinh Thuận mong muốn được trở thành linh mục triều, nhưng sau đó nhiều lần ông suy nghĩ về việc trở thành một linh mục dòng như các linh mục dòng Tên hoặc dòng Biển Đức. Tuy vậy, cuối cùng Nguyễn Văn Thuận tiếp tục ở lại đại chủng viện, học thần học với bề trên chủng viện là linh mục Simon Hòa Nguyễn Văn Hiền.
Ngày 11 tháng 6 năm 1953, Phanxicô Xaviê Nguyễn Văn Thuận được thụ phong linh mục tại Nhà thờ chính tòa Phủ Cam, do Giám mục Jean-Baptiste Urrutia Thi (M.E.P) – Giám mục Đại diện Tông Tòa Địa phận Huế làm chủ phong. Sau khi được chịu chức, tân linh mục Nguyễn Văn Thuận được bổ nhiệm đảm trách vị trí linh mục phụ tá giáo xứ Tam Tòa, Đồng Hới, làm phụ tá cho linh mục Đa Minh Hoàng Văn Tâm. Đây là một giáo xứ quan trọng của Địa phận Huế. Linh mục Tâm đã dành thời gian hướng dẫn tân linh mục về các tác vụ mục vụ giáo xứ. Tuy vậy, sức khỏe Nguyễn Văn Thuận kém đi; ông ho ra máu. Sau khi thăm khám, các bác sĩ cho rằng linh mục Thuận có triệu chứng bệnh lao. Linh mục Thuận được chuyển từ bệnh viện Đồng Hới vào Bệnh viện Huế, sau đó lại chuyển viện vào Sài Gòn, nhập viện tại bệnh viện Saint Paul tháng 12 năm 1953. Sau khi chẩn đoán cần cắt phổi bên phải, linh mục Thuận được người quen giới thiệu nhập viện Bệnh viện Quân đội Pháp Grall vào tháng 4 năm 1954. Các bác sĩ tại đây cho biết sau phẫu thuật, sức khỏe Nguyễn Văn Thuận sẽ không hoàn toàn bình phục. Trước khi gây mê vào phòng mổ, Nguyễn Văn Thuận được chụp X quang, và kết quả cho thấy phổi ông đã hoàn toàn bình phục. Nguyễn Văn Thuận cho đây là phép lạ và cảm tạ bà Maria và Thiên Chúa.
Sau khi hồi phục bệnh tình, bốn ngày sau đó, linh mục Thuận trở về Huế và Giám mục địa phận khuyên ông nên nghỉ dưỡng. Sau đó, linh mục Thuận được chuyển đến Giáo xứ Phanxicô Xaviê – Huế, làm phụ tá cho Linh mục Richard Barbon, tên Việt là Triết. Trong thời gian này, ông hỗ trợ mục vụ cho linh mục Richard, kiêm chức Tuyên úy trường Jeanne d’Arc, cử hành lễ cho các nữ tu dòng Thánh Phaolô tại nhà nguyện của trường học này. Ông mời mợi các thợ điêu khắc từ Giáo xứ Tam Tòa đến làm thánh giá bằng gỗ trên cung thánh, hỗ trợ giáo xứ bộ Đàng Thánh giá của gia đình và xây phòng họp cho giáo dân lớn tuổi. Thời làm linh mục phó, giáo xứ này có thêm lễ tiếng Việt vào mỗi chiều Chủ nhật. Bối cảnh sau trận chiến Điện Biên Phủ, linh mục Thuận được yêu cầu chuyển giáo xứ này từ của người Pháp sang của người Việt, do quân đội Pháp rút đi sau chiến tranh. Sau một vài tháng tại giáo xứ Phanxicô Xaviê, năm 1955, sau khi linh mục Richard hồi hương, Giám mục Urrutia lại bổ nhiệm Linh mục Thuận kiêm nhiệm chức tuyên úy của Viện Pellerin, Bệnh viện Trung ương, và các nhà tù tỉnh. Linh mục Thuận trước đó đã tình nguyện làm tuyên úy cho các địa điểm nhà tù, nhà thương, trại cùi.
Từ năm 1956 đến năm 1959, linh mục Nguyễn Văn Thuận được cho đi du học tại Phân khoa Giáo luật thuộc Đại học Giáo hoàng Urbaniana, Roma. Ông hoàn thành việc học và tốt nghiệp với văn bằng tiến sĩ Giáo luật. Luận án Tiến sĩ của ông mang chủ đề: Studium comparativum de organisatione capellanorum militum in mondo ("Tổ chức Tuyên úy Quân đội trên thế giới"). Trong thời gian du học, ông có dịp tiếp xúc, sinh hoạt với các phong trào Đạo Binh Đức Mẹ, Hướng Đạo, Cursillos, Focolare. Các phong trào này ảnh hưởng đến đường lối hoạt động của ông sau này. Linh mục Thuận cũng từng viếng thăm Đức Mẹ Lộ Đức vào tháng 8 năm 1957. Ông cũng từng cùng Tổng giám mục Ngô Đình Thục, cậu ruột yết kiến Giáo hoàng Piô XII.
Trở về nước, năm 1960, linh mục Phanxicô Xaviê Thuận được cử làm giáo sư Tiểu Chủng viện Phú Xuân, Huế.Giám mục Địa phận Huế Urrutia Thi cho biết ông gửi linh mục Thuận đi du học là có mục đích, do Giáo hội Công giáo Việt Nam cần nhiều linh mục người Việt và ông cần chuẩn bị để làm lãnh đạo. Giám mục Thi dự liệu linh mục Thuận sẽ trở thành Giám đốc Chủng viện Phú Xuân. Một thời gian ngắn sau đó, ông khởi công xây cất cơ sở mới và thành lập Tiểu chủng viện Hoan Thiện ở ngay thành phố Huế, cạnh trường Thiên Hữu. Từ năm 1962, linh mục Thuận đảm trách vai trò làm Giám đốc Tiểu chủng viện Hoan Thiện. Ông có dự tính mở xưởng nghề trong chủng viện để đào tạo linh mục có lối sống khác biệt, phù hợp với xã hội đang biến đối. Năm 1964, Hội đồng linh mục bầu chọn linh mục Nguyễn Văn Thuận làm Tổng Đại diện Tổng giáo phận Huế. Tổng giám mục Huế Phêrô Máctinô Ngô Đình Thục chính thức chọn ông vào chức vụ này.

## Giám mục Nha Trang (1967–1975)

Huy hiệu giám mục Nguyễn Văn Thuận

Ngày 13 tháng 4 năm 1967, linh mục Phanxicô Xaviê Thuận được Giáo hoàng Phaolô VI bổ nhiệm làm Giám mục chính tòa Giáo phận Nha Trang, kế vị Giám mục Paul Raymond Marie Marcel Piquet Lợi (thuộc MEP). Ông là vị giám mục người Việt Nam đầu tiên đảm nhận chức vụ này. Ngày 24 tháng 6 năm 1967, nhân dịp lễ Thánh Gioan Tẩy Giả, ông được tấn phong giám mục tại Tiểu chủng viện Hoan Thiện, Huế. Nghi thức truyền chức được cử hành bởi chủ phong là Khâm sứ Tòa Thánh tại Việt Nam, Lào và Campuchia Angelo Palmas, cùng với hai vị khác trong vai trò phụ phong, gồm Tổng giám mục Tổng giáo phận Huế Philípphê Nguyễn Kim Điền và Tổng giám mục Jean-Baptiste Urrutia Thi – Tổng giám mục Hiệu toà Isauropolis, nguyên Đại diện Tông Tòa Địa phận Huế. Khẩu hiệu của tân giám mục là: Gaudium et Spes (Vui Mừng và Hy vọng), lấy từ tên của Hiến chế Mục vụ của Công đồng Vaticanô II. Với độ tuổi 39, ông là một trong số các giám mục Việt Nam trẻ tuổi được tấn phong trong giai đoạn từ năm 1960 đến năm 1975.
Ngày 10 tháng 7 năm 1967, tân giám mục Nguyễn Văn Thuận chính thức nhậm chức tại Giáo phận Nha Trang. Trong 8 năm làm giám mục tại đây, ông thành công trong việc phát triển giáo phận: ông quan tâm đến việc đào tạo nhân sự, gia tăng con số các đại chủng sinh từ 42 lên 147, số Tiểu chủng sinh tăng từ 200 lên 500. Ông tổ chức các khóa thường huấn linh mục cho sáu giáo phận thuộc Giáo tỉnh Huế, thành lập và phát triển các hội đoàn giáo dân, phong trào Công giáo tiến hành như: Phong trào Công lý và Hòa bình, Cursillos, Focolare, Hướng đạo, Cộng đoàn La vang, Tu hội Hy Vọng. Ông cũng cho thiết lập Hội đồng Giáo dân từ Giáo xứ lên Giáo phận, hình thành và phát triển Trung tâm Văn hóa Chàm tại Phan Rang (1968).
Ông cho phổ biến nhiều thư với các chủ đề: Tỉnh thức và cầu nguyện vào năm 1968; Vững mạnh trong Đức tin để Tiến bước trong An bình, năm 1969; Công lý và Hòa bình, năm 1970; Sứ vụ Chúa Kitô là sứ mạng của chúng ta, năm 1971; Kỷ niệm 300 năm vào năm 1971; Năm Thánh Canh tân và Hòa giải, năm 1973. Giám mục Thuận thuyết trình đề tài Các vấn đề chính trị tại Á Châu và những Giải pháp liên hệ trong khuôn khổ Hội nghị Liên Hội đồng Giám mục Á châu họp tại Manila, Philippines vào ngày 24 tháng 11 năm 1970. Năm 1970, nhân kỷ niệm 300 năm Giám mục Lambert de la Motte đến Giáo phận Nha Trang, Giám mục Nguyễn Văn Thuận đã thiết lập Chủng viện Lâm Bích. Tên đầy đủ của chủng viện là Chủng viện Truyền giáo Lâm Bích, trong đó Lâm Bích là tên Giám mục Thuận Việt Hóa từ tên gốc Lambert của vị giám mục truyền giáo.
Cuối tháng 3 năm 1971, các giáo sĩ Công giáo đến từ bốn quốc gia: Việt Nam, Nhật Bản, Hàn Quốc và Trung Quốc tổ chức một cuộc họp với mục đích thúc đẩy sự đoàn kết của các Giáo hội Công giáo tại các quốc gia này, phát triển Thần học Á Châu. Giám mục Nguyễn Văn Thuận, cùng Tổng giám mục Nguyễn Văn Bình - Chủ tịch Hội đồng Giám mục miền Nam Việt Nam tham gia cuộc họp này. Tham gia cuộc họp này phần lớn là Chủ tịch các Hội đồng giám mục các quốc gia tham dự: Giuse Quách Nhã Thạch (Trung Quốc), Paul Yashigoro Taguchi (Nhật Bản), Stephen Kim Sou-hwan (Hàn Quốc) cùng 1 vị giám mục khác, thuộc mỗi quốc gia. Giám mục Giáo phận Hồng Kông Phanxicô Xaviê Từ Thành Bân chủ sự cuộc họp. Ngày 18 tháng 11 cùng năm, Giáo hoàng Phaolô VI đã gửi thư cho Giám mục Thuận nhân dịp kỷ niệm 300 năm giám mục Tông Tòa đầu tiên đặt chân đến vùng đất thuộc giáo phận Nha Trang.
Từ năm 1971 đến năm 1975 (hoặc đến 1978), ông được chọn làm Cố vấn Hội đồng Giáo hoàng về Giáo dân. Trong giai đoạn này, ông cũng có dịp học tập kinh nghiệm của Tổng giám mục Cracow, Ba Lan về sinh hoạt mục vụ với chế độ Cộng sản. Vị Tổng giám mục này sau này là Giáo hoàng Gioan Phaolô II. Ông cũng được bổ nhiệm làm Cố vấn và thành viên của Bộ Truyền giáo, nhận trách nhiệm đến thăm và giám sát các chủng viện tại một số quốc gia ở châu Phi. Ngoài ra, ông cũng là thành viên của Bộ Phụng Tự và Kỷ luật Bí tích. Tháng 7 năm 1951, Giáo hoàng Phaolô VI thành lập Hội đồng Giáo hoàng Đồng Tâm (Cor Unum), một hội đồng phối hợp với các cơ quan từ thiện Công giáo nhằm hỗ trợ các dự án phát triển nhân bản với phạm vi toàn thế giới. Hội đồng này hỗ trợ Việt Nam thông qua tổ chức Hợp tác để Tái thiết Việt-Nam (Cooperation for the Reconstruction of Viêtnam, viết tắt là COREV. Tổ chức này hình thành nhờ sự hợp tác của Hội đồng Giám mục miền Nam Việt Nam và Giám mục các quốc gia khác. Giám mục Nguyễn Văn Thuận, với cương vị Chủ tịch Ủy ban Phát triển trược thuộc Hội đồng Giám mục miền Nam Việt Nam được trao trọng trách điều hành COREV. Việc điều hành nà thực tế đã gây cản trở việc quản lý Giáo phận Nha Trang của giám mục Thuận. Nguyễn Văn Thuận thường phải đi lại giữa Sài Gòn và Nha Trang, do trụ sở tổ chức tọa lạc tại Sài Gòn. Giám mục Thuận thường xuyên xin ý kiến các giám mục khác, dù Hội đồng Giám mục đã trao toàn quyền quyết định cho ông. Tổ chức đã hỗ trợ nhiều dự án xây nhà, cất trường,... tại Việt Nam.
Trong Hội đồng Giám mục Miền Nam Việt Nam, ông từng trải qua nhiều chức vụ khác nhau: Chủ tịch Ủy ban Công Lý và Hòa Bình; Chủ tịch Ủy ban Truyền thông xã hội (1967–1975); Chủ tịch Ủy ban Phát triển Việt Nam (1967–1975); phụ trách Ủy ban Di dân. Ngoài ra, ông cũng cộng tác trong việc thành lập đài phát thanh Chân Lý Á Châu.

## Tổng Giám mục phó Sài Gòn (1975–1994)

### Những căng thẳng xung quanh vụ bổ nhiệm Tổng giám mục phó Sài Gòn
Ngày 7 tháng 1 năm 1975, Việt Nam Cộng hòa mất quyền kiểm soát tỉnh Phước Long, địa điểm có vị thế cửa ngõ tiến vào Thành phố Sài Gòn. Nhận định tình hình quân sự phức tạp, Khâm sứ Tòa Thánh Henri Lemaitre trao đổi với Tổng giám mục Tổng giáo phận Sài Gòn Phaolô Nguyễn Văn Bình vấn đề Tổng giáo phận cần một tổng giám mục phó. Theo ý của Giáo hoàng Phaolô VI, vị này cần có các tiêu chuẩn như: tuổi tác không quá nhỏ hoặc lớn, có tinh thần sống chung, hợp tác với chính quyền mới. Tháng 4 năm 1975, Tổng giám mục Nguyễn Văn Bình năm lần yêu cầu Khâm sứ Tòa Thánh Lemaitre xin Tòa Thánh bổ nhiệm giám mục Nguyễn Văn Thuận làm Tổng giám mục phó Sài Gòn.
Chiếu theo đề nghị của Khâm sứ, ngày 24 tháng 4 năm 1975, Tòa Thánh bổ nhiệm Giám mục Thuận làm Tổng Giám mục hiệu tòa Vadesi, chức vị tổng giám mục phó của Tổng giáo phận Sài Gòn với quyền kế vị. Cùng với tin bổ nhiệm này, Tòa Thánh cắt đặt Giám mục Giáo phận Phan Thiết Phaolô Nguyễn Văn Hòa làm giám mục kế vị ông tại Giáo phận Nha Trang. Do Tân Tổng giám mục phó Thuận là cháu trai cựu Tổng thống Việt Nam Cộng hòa Ngô Đình Diệm và việc bổ nhiệm chỉ xảy ra vài ngày trước khi kết thúc cuộc chiến tranh Việt Nam (ngày 30 tháng 4 năm 1975), việc bổ nhiệm này bị nhóm Công giáo cảnh tả phản ứng mạnh mẽ. Đối với chính quyền mới, việc thuyên chuyển này là âm mưu của Vatican và các đế quốc. Tổng giám mục Thuận bác bỏ cáo buộc trên.
Sau sự kiện 30 tháng 4 năm 1975, Nguyễn Văn Thuận tạm hoãn về Sài Gòn, đến ngày 7 tháng 5 thì ông mới về thành phố này để nhận nhiệm vụ mới. Trong sách "Năm chiếc bánh và hai con cá" do chính ông viết, ông hồi tưởng về sự kiện này như sau: Đêm ấy 7 tháng 5 năm 1975, khi tôi ghi âm những lời tạm biệt Giáo phận Nha trang, tôi đã khóc nhiều, đó là một lần độc nhất tôi đã khóc nhiều, đó là một lần độc nhất tôi đã khóc thổn thức trong tám năm ở Nha Trang - vì thương nhớ. Nhưng tâm hồn tôi rất bình an, vì tôi vâng lời Đức Thánh Cha. Tiếp đến là gian khổ, thử thách tại Sàigòn…  Trong thư mục vụ giã từ giáo phận Nha Trang, Nguyễn Văn Thuận cho biết ông vâng theo quyết định Giáo hoàng với việc bổ nhiệm mới.
Ngày 8 tháng 5, một nhóm 15 linh mục (hoặc khoảng 20 linh mục), trong đó có các linh mục Trương Bá Cần, Trần Viết Thọ, Vương Đình Bích, Phan Khắc Từ, Huỳnh Công Minh,... viết thư đến Tổng giám mục Nguyễn Văn Bình, yêu cầu hoãn bổ nhiệm giám mục Nguyễn Văn Thuận. Bốn ngày sau đó, Văn phòng Tòa Tổng giám mục Sài Gòn gửi thư cho tất cả các giáo xứ trong Tổng giáo phận, loan báo việc Tòa Thánh đã bổ nhiệm Giám mục Nguyễn Văn Thuận làm Tổng giám mục Phó Sài Gòn ngày 25 tháng 4 và ông chính thức nhận nhiệm vụ mới vào ngày ra thông báo. Tân tổng giám mục phó đến chủng viện cùng tổng giám mục Bình, thăm giám mục phụ tá Phanxicô Xaviê Trần Thanh Khâm thì nhóm linh mục gồm 7 linh mục trong số 15 linh mục đề nghị hoãn việc Tổng giám mục Thuận đến Chủng viện chất vấn Tổng giám mục Bình và yêu cầu tổng giám mục phó Thuận từ chức ngay lập tức. Họ cho rằng việc thuyên chuyển, bổ nhiệm thì các giám mục Việt Nam có thể tự thu xếp mà không cần đến Tòa Thánh. Linh mục Stêphanô Chân Tín, một người bất đồng chính kiến thừa nhận ông có ký tên trong bản kiến nghị này, nhưng với mục đích xin hoãn việc nhậm chức Tổng giám mục phó của Tổng giám mục Nguyễn Văn Thuận vì cho rằng tình hình lúc này quá căng thẳng và có thể gây nguy hiểm đến tân tổng giám mục phó.
Một ngày sau việc chất vấn của nhóm linh mục, từ 50 đến 60 sinh viên Công giáo đến Tòa Tổng giám mục Sài Gòn. Tại đây, họ căng 3 biểu ngữ nhằm yêu cầu Tổng giám mục Nguyễn Văn Thuận từ chức. Trưa cùng ngày, một phái đoàn giáo dân đến gặp và đề nghị giám mục Nguyễn Văn Thuận tự nguyện từ chức. Các đề nghị trên bị khước từ, nhóm linh mục và giáo dân này tố cáo giám mục Thuận thuộc dòng họ chống Cộng và có ảnh hưởng đến phong trào chống Cộng. Các bài báo trên báo Sài Gòn Giải Phóng số 29 ngày 8 tháng 6 năm 1975 và bản tin của Đài phát thanh Sài Gòn Giải Phóng ngày 7 tháng 6 năm 1975 đề cập đến việc nhiều tổ chức Công giáo, bao gồm các linh mục và giáo dân yêu cầu Khâm sứ Tòa Thánh Henri Lemaitre phải rời khỏi Việt Nam ngay lập tức và kết án Tổng Giám mục Nguyễn Văn Thuận có những hành động chống chính phủ Cách mạng Lâm thời.
Ngày 7 tháng 6, Tổng giám mục Nguyễn Văn Bình viết thư xác nhận việc Tòa Thánh bổ nhiệm giám mục Nguyễn Văn Thuận là phù hợp với nhu cầu sinh hoạt tôn giáo của Tổng giáo phận Sài Gòn. Ông bác bỏ rằng việc bổ nhiệm là một việc áp đặt, đồng thời khẳng định một số giám mục cũng như bản thân ông đã được tham khảo ý kiến và chính ông đã đồng ý việc bổ nhiệm. Nguyễn Văn Bình cũng kêu gọi các giáo sĩ, tu sĩ và giáo dân tuân phục quyết định của Tòa Thánh. Trước tình hình này, Tổng giám mục Nguyễn Văn Bình viết thư gửi đến ông Nguyễn Hữu Thọ, Chủ tịch Đoàn Chủ tịch Ủy ban Trung ương Mặt trận Dân tộc Giải phóng Miền Nam Việt Nam, đồng gửi ông Huỳnh Tấn Phát, Chủ tịch Chính phủ Cách mạng Lâm thời Cộng hòa Miền Nam Việt Nam và tướng Trần Văn Trà, Chủ tịch Ủy ban Quân quản Thành phố Sài Gòn – Gia Định vào ngày 8 tháng 6 nhằm nêu lên một số quan điểm của mình. Trong thư, tổng giám mục Bình cho rằng các thông tin mà nhóm giáo dân và linh mục trên đang tuyên truyền trong thời gian từ 4 đến 5 ngày tới, Chính phủ Lâm thời sẽ trục xuất Tổng Giám mục Nguyễn Văn Thuận khỏi Tổng giáo phận Sài Gòn. Nguyễn Văn Bình nhận định, các tổ chức mệnh danh Công giáo trên chỉ là thiểu số, không thể đại diện cho giáo dân Công giáo; các tội gán cho Khâm sứ và Nguyễn Văn Thuận là thất thiệt và việc tung tin đồn làm giáo dân bất mãn. Nội dung thư, Tổng giám mục Sài Gòn cũng đề nghị chấm dứt chiến dịch tố cáo các giáo sĩ và dừng việc trục xuất tổng giám mục Nguyễn Văn Thuận mà ông cho rằng là phi pháp.
Ngày 27 tháng 6 năm 1975, Ủy ban Quân Quản thành phố Sài Gòn – Gia Định công bố quyết định không cho ông Nguyễn Văn Thuận hoạt động tôn giáo tại thành phố. Trong cuộc họp kéo dài từ 15 đến 19 giờ, Tổng giám mục Thuận đã tiếp xúc với ba cán bộ cao cấp của Ủy ban Quân quản cùng nhóm những người Công giáo yêu nước, họ cho rằng việc thuyên chuyển một người họ hàng với Ngô Đình Diệm vào Sài Gòn vào thời điểm này là âm mưu của các nước đế quốc. Ủy ban Quân quản Thành phố Sài Gòn - Gia Định ra thông báo ngày 1 tháng 7 tuyên bố không chấp thuận việc bổ nhiệm đối với Tổng giám mục Nguyễn Văn Thuận và yêu cầu ông về lại nơi cư trú trước ngày 30 tháng 4 năm 1975.

### Vụ việc bắt giữ và thời gian ngục tù, quản chế
Ngày 15 tháng 8 năm 1975, Ủy ban Quân quản mở cuộc họp tại Nhà hát Thành phố để tuyên truyền về "âm mưu" và buộc tội Tân Tổng giám mục phó Nguyễn Văn Thuận. Bị mời đến có khoảng 350 giáo sĩ, tu sĩ. Lúc 14 giờ, hai giám mục của Sài Gòn là Tổng Giám mục Phaolô Nguyễn Văn Bình và Tổng giám mục Phó Nguyễn Văn Thuận được đưa đến Dinh Độc Lập. Khi đi dọc hành lang để đến phòng họp, tổng giám mục Bình đi trước giám mục Thuận thì một công an chặn và dẫn giám mục Thuận rời đi. Tổng giám mục Bình có cuộc hội kiến với tướng Trà. Khi ra về, khi được hỏi về giám mục Thuận để cùng ra về, Tổng giám mục Bình nhận được hồi đáp của tướng Trà: Như cụ thấy, chế độ này là chế độ Cộng sản. Tên Thuận là dòng dõi Ngô Đình Diệm, chúng nó chống Cách mạng từ trong trứng chống ra, nên không thể để nó ở đây được. Nguyễn Văn Thuận bị bắt, chỉ mang các vật dụng là một tràng hạt và áo chùng thâm giáo sĩ và bị đưa đi với cung đường 450 km. Nguyễn Văn Thuận cho biết ông có nhiều cảm xúc lẫn lộn: cô đơn, mệt mỏi,... nhưng quyết định sống theo tâm tình của Giám mục John Walsh, từng bị tù tại Trung Quốc: Tôi sống phút hiện tại và làm cho nó đầy tình thương. Tối cùng ngày, Công an đến bắt Nguyễn Văn Thuận đưa đến Nha Trang, đến quản thúc tại Giáo xứ Cây Vông, thuộc xã Diên Sơn, huyện Diên Khánh, tỉnh Khánh Hòa. Tại Cây Vông, nhiều công an cả công khai và chìm theo dõi Tổng giám mục Thuận. Nguyễn Văn Thuận cho biết ông đau lòng khi các sinh hoạt mục vụ và các tu sĩ và giáo dân không thể tiếp tục tham gia các sinh hoạt tôn giáo. Ông hoàn thành cuốn sách Đường Hy Vọng trong thời gian tại Cây Vông, bằng việc biên soạn vào các đêm tháng 10 và tháng 11 năm 1975, trên những tờ lịch cũ được một bé trai hỗ trợ.
Ngày 18 tháng 3 năm 1976, Nguyễn Văn Thuận bị đưa vào giam ở trại Phú Khánh, Nha Trang. Đây là nơi ông đánh giá nơi gây cho mình nhiều vất vả nhất. Tại trại giam này, Tổng giám mục Thuận bị đưa vào một căn phòng không cửa sổ. Căn phòng này nóng ẩm, ngột ngạt, nấm mọc trắng nền và chiếu. Những điều kiện của căn phòng làm ông dần mất ý thức và mê man. Căn phòng được sắp xếp để có khi được mở đèn sáng như ban ngày, khi lại không có ánh sáng, khi mưa có những côn trùng bò vào trong phòng, thông qua một lỗ nhỏ dưới vách, nơi tù nhân Thuận đưa mũi vào để hít thở. Tình trạng của Tổng giám mục Thuận tồi tệ, có khi cấp dưỡng đã đưa hai linh mục cùng bị giam đến xem mặt lần cuối vì tin rằng ông sắp chết.

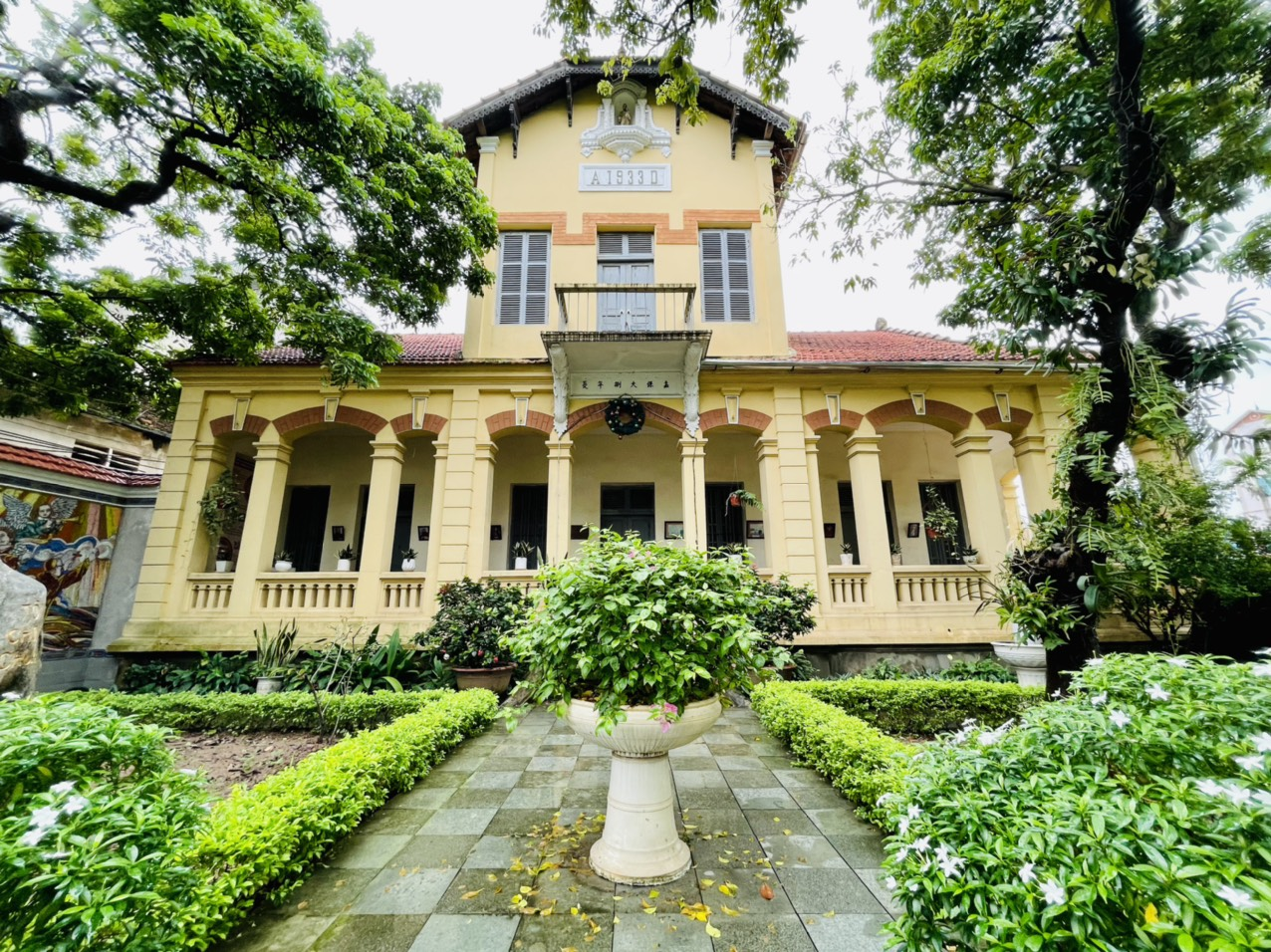
Nhà xứ Giang Xá, nơi giám mục Nguyễn Văn Thuận bị quản thúc.

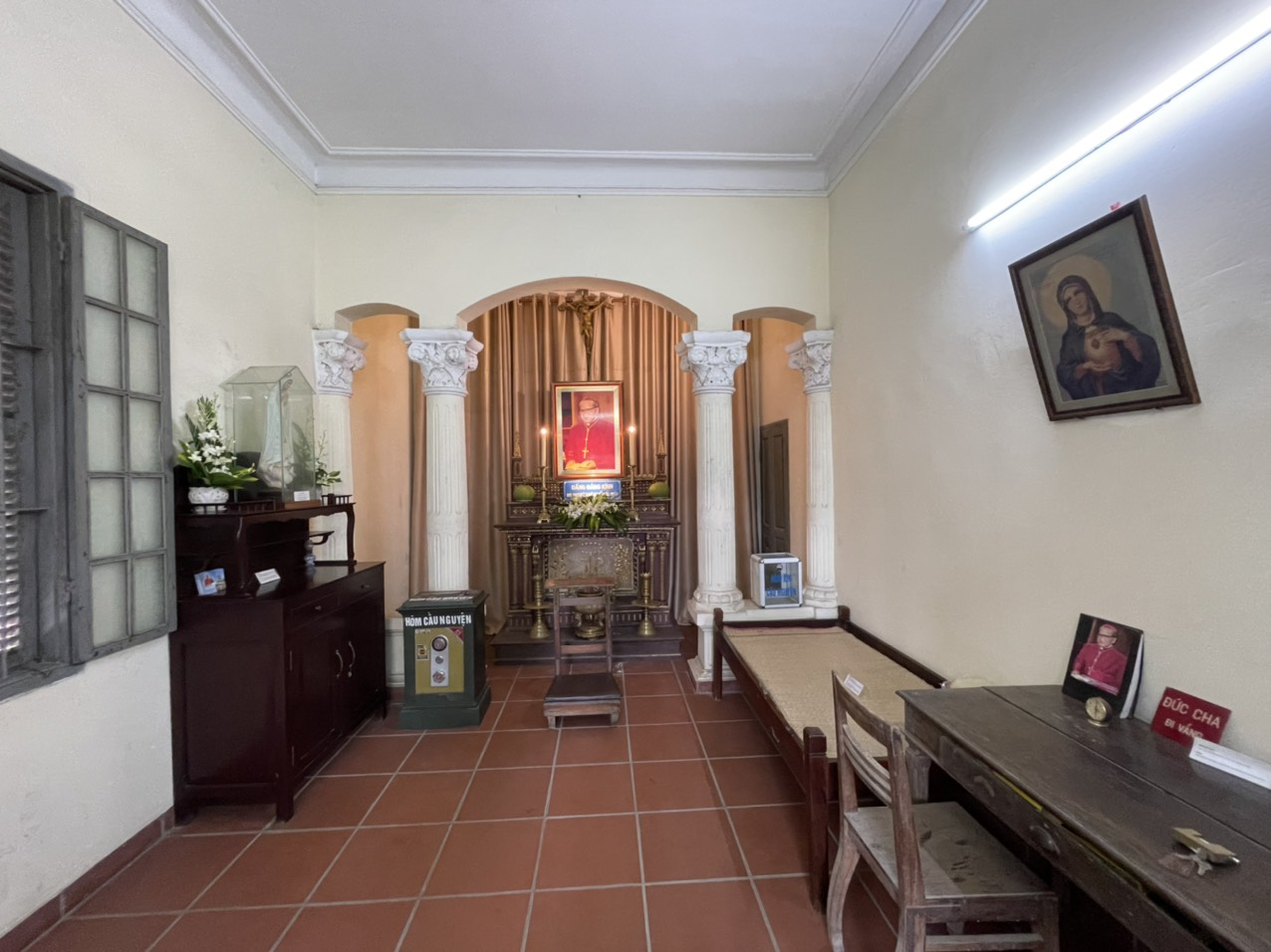
Phòng ở của giám mục Nguyễn Văn Thuận trong thời gian bị quản thúc ở nhà xứ Giang Xá, huyện Hoài Đức.

Đến ngày 29 tháng 11 năm 1976, ông bị chính quyền đưa vào giam ở trại Thủ Đức. Ngày 1 tháng 12 năm 1976, Nguyễn Văn Thuận cùng nhiều tù nhân khác được được lên tàu Hài Phòng được neo đậu tại bến Tân Cảng, gần cầu Xa Lộ. Họ được đưa đến trại cải tạo Vĩnh Quang, tỉnh Vĩnh Phú, tọa lạc tại thung lũng núi Tam Đảo. Sau đó, ông được chuyển đến nhà giam Công an Thành phố Hà Nội. Từ ngày 26 tháng 5 năm 1978, tù nhân giám mục Nguyễn Văn Thuận bị đưa ra quản thúc ở giáo xứ Giang Xá, thuộc huyện Hoài Đức. Tại đây, ông bí mật viết hai cuốn sách: Đường hy vọng dưới ánh sáng lời Chúa và Cộng đồng Vatican II và Những người lữ hành trên đường hy vọng. Ông đã bị quản thúc tại đây đến tháng 11 năm 1982. Cán bộ tại địa phương này bị điều chuyển liên tục, bảo vệ cũng bị thay đổi hai tuần một lần, do nhiều người đã bỏ định kiến mà có ấn tượng tốt về Nguyễn Văn Thuận. Tổng giám mục Thuận từng giữ lại tờ báo Quan sát viên Rôma bọc cá được gửi đến theo kiểu bưu kiện vì cho rằng đó là sự hiệp thông với giáo hoàng và Giáo hội Công giáo.
Trong khuôn khổ chuyến viếng thăm Ad Limina của Hội đồng Giám mục Việt Nam năm 1980 tại Rôma, Tòa Thánh Vatican hỏi ý kiến Tổng giám mục Nguyễn Văn Bình về việc đưa Giám mục Gioan Baotixita Bùi Tuần về Tổng giáo phận Thành phố Hồ Chí Minh, thay thế Tổng giám mục Thuận đang chịu cảnh tù ngục. Tổng giám mục Bình sau hai tuần suy nghĩ đã từ chối đề xuất này, với lý do lo ngại cho sức khỏe của Giám mục Tuần.
Tuy không bao giờ bị kết án, Tổng giám mục Nguyễn Văn Thuận bị 13 năm tù và quản chế, trong đó có 9 năm biệt giam. Sau khi được trả tự do, ông còn bị quản chế 3 năm. Ngoài ông, em ruột ông là Nguyễn Văn Thanh cũng chịu cảnh bị giam ở nhiều trại tù cải tạo.

### Phản ứng quốc tế về vụ bắt giữ
Cuối tháng 2 năm 1977, Tòa Thánh mới biết thông tin và loan tin vụ việc Tổng giám mục Nguyễn Văn Thuận bị bắt giữ. Ngoài ra, các chi tiết về vụ việc này cũng không được công bố. Thông tin từ tờ Catholic News Service cho biết tổng giám mục Thuận bị giam giữ trong một phòng giam thiếu khí và tối, bị ngược đãi, đánh đập và buộc đứng hàng giờ liền. Tháng 5 năm 1977, có thông tin chân Tổng giám mục Thuận đã liệt và ông mắc bệnh về phổi. Thông tin về sự tôn kính của các tù nhân đối với ông cũng được lan truyền.
Có nhiều thông tin đồn đoán về số phận Tổng giám mục Nguyễn Văn Thuận, bao gồm nguồn tin cho biết ông đã chết trong tù, mặc dù chính quyền Việt Nam bác bỏ thông tin này.. Từ tháng 6 năm 1977, một người chị em gái với Tổng giám mục Thuận là bà Anna Ngân đã cho đăng tải thông tin đề nghị trả lại tự do cho ông Nguyễn Văn Thuận trên trang nhất báo Tổng giáo phận Sydney, Catholic Weekly The Australian (Tuần báo Công giáo Úc). Sau vài tháng sau chiến tranh Việt Nam bà Ngân và các giám mục Ùc đề nghị Thủ tướng Úc Malcolm Fraser yêu cầu các quan chức Việt Nam cung cấp thông tin nhưng không thu được kết quả. Câu hỏi về tình hình Tổng giám mục Thuận cũng được Giáo hoàng Phaolô Vđưa ra trong cuộc tiếp kiến Thủ tướng Fraser tháng 5 năm 1977. Trước khi tham dự Thượng Hội đồng Giám mục Thế giới vào tháng 10 năm 1977, Hồng y Tổng giám mục Hà Nội Giuse Maria Trịnh Như Khuê và Tổng giám mục Nguyễn Văn Bình được phép thăm Tổng giám mục Thuận đang quản thúc tại Hà Nội. Từ sau thông tin trước thượng hội đồng Giám mục, không có thêm thông tin về Nguyễn Văn Thuận. Thông tin về Nguyễn Văn Thuận được các quan chức Tòa Thánh Vatican xác nhận vào tháng 6 năm 1978 là ông đang bị quản chế tại một giáo xứ tại Hà Nội, được phép cử hành thánh lễ nhưng không rõ các quy tắc giới hạn đối với ông.
Ngày 22 tháng 9 năm 1993, nhân việc rắc rối về việc bổ nhiệm Giám mục Nicôla Huỳnh Văn Nghi từ Phan Thiết về Sài Gòn, ông Trương Tấn Sang, lúc đó là Chủ tịch Ủy ban nhân dân thành phố Hồ Chí Minh, gửi thư cho Tổng giám mục Phaolô Nguyễn Văn Bình. Nội dung thư này có nhắc đến việc bổ nhiệm Tổng giám mục Nguyễn Văn Thuận: Như cụ đã biết, năm 1975 Chính phủ ta đã không chấp nhận ông Nguyễn Văn Thuận về Giáo phận thành phố và dứt khoát sẽ không bao giờ chấp nhận, vì ông Nguyễn Văn Thuận đã từng gắn bó với một gia đình có nhiều nợ máu với nhân dân và bản thân ông Nguyễn Văn Thuận cũng có một quá trình lâu dài và tinh vi chống phá sự nghiệp giành độc lập và bảo vệ độc lập dân tộc.
Trong tù, Tổng giám mục Nguyễn Văn Thuận vẫn cử hành thánh lễ cho chính mình và cho những tù nhân khác. Những người đến thăm đã lén chuyển rượu lễ và bánh lễ cho ông, ngụy trang bằng chai thuốc trị đau bao tử. Với những thứ đó, mỗi ngày ông dùng ba giọt rượu và một giọt nước đổ vào lòng bàn tay để cử hành Bí tích Thánh Thể. Buổi tối, khi ông và các tù nhân khác phải đi ngủ, họ nằm sát nhau để cử hành thánh lễ, sau đó lén chuyền Thánh Thể cho nhau qua các tấm màn chống muỗi. Họ dùng bao thuốc lá để cất giữ Thánh Thể.
Tờ The Guardian đánh giá việc giam tù và quản chế Tổng giám mục Nguyễn Văn Thuận đã khiến ông trở thành một dạng anh hùng không chỉ ở Việt Nam mà còn trên thế giới. Chính những năm tháng này cũng đủ kiến vị Hồng y tương lai lọt vào danh sách ứng viên tiềm năng kế vị Giáo hoàng – một papabile.

### Các hoạt động trong thời kỳ tù ngục, quản chế

#### Sinh hoạt tôn giáo trong tù
Giám mục Nguyễn Văn Thuận sử dụng các mẩu giấy vụn nhỏ để tạo thành một cuốn Kinh Thánh cỡ nhỏ. Ông viết khoảng 300 bài Tin Mừng vào trong quyến Kinh Thánh tự tạo này, gồm những bài mà ông thuộc nằm lòng. Ông dùng ba giọt rượu và một giọt nước, đặt trong lòng ban tay để cử hành nghi thức truyền phép. Nguồn rượu đến từ gia đình, dưới vỏ bọc thuốc chống đau dạ dày để gửi vào trại tù, bánh được sử dụng trong nghi thức được cất trong giấy bạc bọc thuốc lá. Cách cử hành lễ trong trại giam phụ thuộc vào hoàn cảnh: Dưới hầm tàu thủy, Nguyễn Văn Thuận cử hành lễ ban đêm giữa các tù nhân, với bàn thờ là túi cói. Tại trại giam Vĩnh Quang, ông dùng thời gian tù nhân đi tắm sau giờ thể dục vào ban sáng, nơi góc cửa và giữa đêm để cử hành thánh lễ Công giáo. Các tù nhân Công giáo tại trại giam này dùng giấy nylon bọc thuốc lá để cất giấu Mình Thánh và chia nhau mỗi người giữ trong một ngày. Với việc cử hành thánh lễ trong trại giam, Nguyễn Văn Thuận đã hỗ trợ nhiều giáo dân công giáo quay lại với đời sống tâm linh, dùng nhà giam làm nơi giảng dạy giáo lý Công giáo, đưa nhiều người không Công giáo gia nhập đạo, cử hành nghi thức Rửa Tội ngay trong trại tù hoặc sau ngày được tự do.

#### Tình bạn với cai tù

Thánh giá đeo ngực mà Tổng giám mục Nguyễn Văn Thuận làm trong tù

Trong khi ở trong tù với năm cai ngục trẻ. Những người phụ trách đã cấm họ nói chuyện với Tổng giám mục Nguyễn Văn Thuận. Ban đầu vệ sĩ được thay đổi sau mỗi khoảng thời gian 15 ngày. Quản lý nhà tù tin các vệ sĩ có nguy cơ bị "nhiễm" – trở thành bạn bè ông nếu ở lại với ông trong thời gian dài. Cuối cùng, họ dừng không thay đổi nữa vì sợ Nguyễn Văn Thuận sẽ làm "ô nhiễm" toàn bộ lực lượng.
Tổng giám mục Nguyễn Văn Thuận trò chuyện với cai ngục qua cánh cửa tù về cuộc sống, các quốc gia khác nhau ông đã đến thăm, gia đình, thời thơ ấu. Ông cũng dạy họ tiếng Anh, tiếng Pháp, và một chút tiếng Nga. Một ngày nọ, ông nhờ một cai tù đem một vật dụng gì đó để ông có thể cắt một cây thánh giá từ một miếng gỗ. Mặc dù tất cả các biểu tượng tôn giáo bị nghiêm cấm, ông đã có một cây thánh giá đeo ngực (phẩm phục giám mục) trong 3 tháng. Ông giấu nó trong một bánh xà phòng. Một lần khác ông hỏi xin một đoạn dây điện và một cặp kìm. Trong vòng bốn giờ, Tổng giám mục Thuận đã sử dụng đoạn dây này nắn một chuỗi dây chuyền. Thánh giá đó về sau được mạ bạc và nó là thánh giá đeo ngực mà ông vẫn thường sử dụng.

#### Viết sách trong thời gian quản chế
Ngày 16 tháng 8 năm 1975, một ngày sau khi bị bắt, Nguyễn Văn Thuận bắt đầu biên soạn cuốn sách Năm chiếc bánh và hai con cá. Cùng viết song song là cuốn Đường hy vọng với 1001 câu suy niệm ngắn gọn để giúp giáo dân Công giáo sống đạo một cách kiên vững trong hoàn cảnh mới của đất nước. Cuốn sách này được đánh giá là một di chúc tinh thần xúc động đối với nhiều người Công giáo Việt Nam. Đến năm 1986, cuốn sách mới cơ bản hoàn thành và cho đến năm 1997, ông mới viết lời mở đầu cho nó. Tiến trình viết sách tại nơi quản chế là Giáo xứ Cây Vông là do Tổng giám mục Thuận quyết định làm theo hành động của Phaolô, một tông đồ trong thời gian ngục tù: Các buổi đêm tháng 10 và tháng 11 năm 1975, ông đóng cửa và dùng mặt sau lịch blốc, với ánh đèn dầu và côn trùng vây quanh. Mỗi sáng, ông trao lại cho bé Quang, 5 tuổi, người đã hỗ trợ ông trong việc mua blốc lịch, đưa về nhà và nhờ anh chị chép lại. Ông dùng nhiều thời gian ngày đêm viết sách, vì lo ngại sẽ bị chuyển trại, và quyết định dừng lại ở lời nguyện thứ 1001. Cuốn sách hoàn thành và Nguyễn Văn Thuận dâng lời tạ ơn Đức Maria nhân dịp lễ Đức Mẹ vô nhiễm nguyên tội, ngày 8 tháng 12 năm 1975.

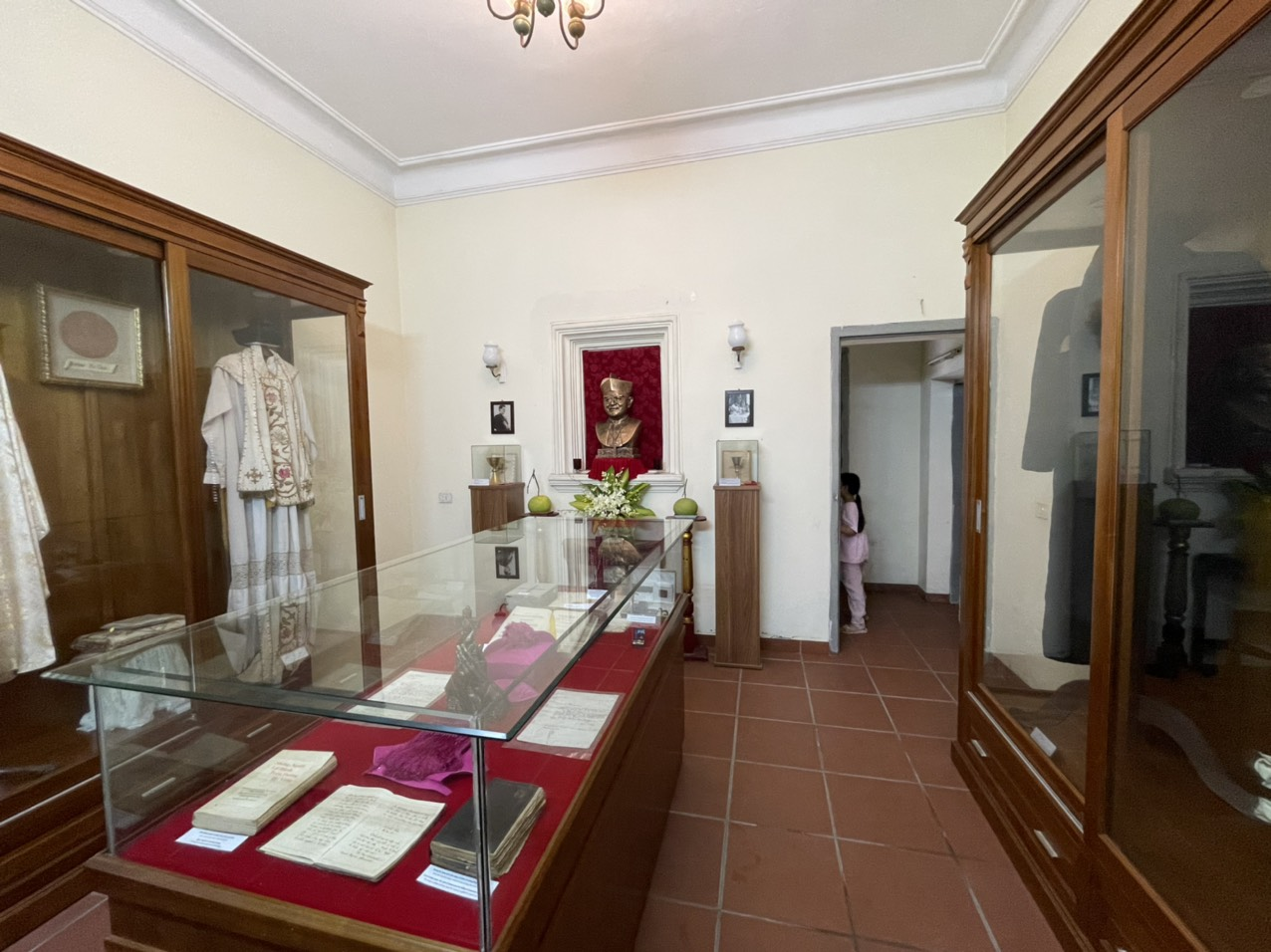
Một số vật dụng của giám mục Nguyễn Văn Thuận được trưng bày tại nhà xứ Giang Xá, trong đó có cuốn sách mà ông đã viết trong thời gian ở đây.

Hồng y Roger Etchegaray cho biết Hồng y Thuận từng kể lại cho ông nghe khoảng thời gian viết quyển sách Đường hy vọng: Một buổi sáng tháng 10 năm 1975, tôi ra dấu cho một cậu bé 7 tuổi tên là Quang, đi dự lễ 5 giờ về, khi trời chưa sáng: "Con nói với mẹ mua cho cha mấy bloc lịch cũ!" Chiều tối, khi mặt trời bắt đầu lặn, Quang đem lại cho tôi các cuốn lịch bloc. Từ khi ấy, trong tháng mười và tháng 11 năm 1975, hằng đêm tôi viết cho dân tôi thông điệp từ cảnh tù đầy. Mỗi sáng, đứa bé tới lấy các tờ lịch, đem về nhà cho các anh chị chép lại thông điệp…
Trong thời gian quản chế ở Giang Xá, cách Hà Nội 17 cây số, từ 1978 đến 1982, Nguyễn Văn Thuận cũng đã viết thêm hai cuốn sách với chủ đề hy vọng. Đó là cuốn Đường Hy vọng dưới ánh sáng lời Chúa và Công đồng Vatican II và cuốn Những người lữ hành trên Đường Hy vọng. Những năm biệt giam sau đó, ông đã viết khoảng 400 bài suy niệm bằng tiếng nước ngoài và đóng thành tập sách "Cầu nguyện Hy vọng".

#### Phản ứng của gia đình
Bà Thủy Tiên – em gái Hồng y Thuận kể về thời kì này, bà cho biết: Trong nhiều năm trời, chúng tôi không nhận được bất cứ tin tức gì về Đức Hồng y cả, Chúng tôi nghĩ rằng anh của chúng tôi đã bị giết" Thế rồi hội Hồng Thập Tự, qua nhiều năm truy tìm, họ báo cho gia đình chúng tôi biết là ngài vẫn còn sống, và hiện đang bị giam trong trại cải tạo.
Bà Thủy Tiên cũng cho biết: Sau này, những người cộng sản bảo ngài viết thư báo cho thân nhân mua thuốc tây gửi vào vì ngài bị bệnh... Thế rồi mỗi tháng, chúng tôi đều gửi toa đến một dược phòng bên Pháp, để đặt mua hàng trăm loại thuốc kháng sinh gửi vào trại cải tạo. Chúng tôi biết những loại thuốc đó không phải cho ngài, nhưng chúng tôi không có sự chọn lựa nào khác, họ còn nhắn gia đình gửi sữa vào để nuôi người bệnh. Chúng tôi đã gửi sữa hộp vào trại, cho mãi đến khi ngài được thả, khi hỏi ngài bảo cán bộ chỉ đưa cho ngài hộp không và nói là sữa bị chuột ăn hết rồi.Có lần khi ông lâm trọng bệnh, hội Hồng Thập Tự dàn xếp để đưa ngài sang Pháp giải phẫu, rồi sau đó đưa ngài trở lại biệt giam tại miền Bắc Việt Nam.

### Thời kỳ quản chế, chữa bệnh tại Việt Nam
Ngày 21 tháng 11 năm 1988, một cán bộ đến gặp Tổng giám mục Nguyễn Văn Thuận và yêu cầu ông này sau khi ăn cơm phải ăn mặc sạch sẽ để đến gặp một vị lãnh đạo. Nguyễn Văn Thuận được gặp ông Mai Chí Thọ – Bộ trưởng Bộ Nội vụ nước Cộng hòa Xã hội Chủ nghĩa Việt Nam. Khi được Bộ trưởng Thọ hỏi về nguyện vọng của mình, Tổng giám mục Thuận trả lời rằng mình mong muốn được trả tự do ngay lập tức. Chưa kịp để bộ trưởng phản hồi, Tổng giám mục Thuận trình bày về thời gian ở tù đã trải dài qua ba đời giáo hoàng và bốn Tổng bí thư Liên Xô. Bộ trưởng Thọ sau đó chấp nhận nguyện vọng của Tổng giám mục Thuận và trả tự do cho ông này, đưa vị giám mục đến quản chế tại tòa Tổng giám mục Hà Nội. Nguyễn Văn Thuận được thả cùng ngày, tuy vậy, ông không được thi hành các công tác mục vụ.
Năm 1989, các Giám mục Công giáo Việt Nam dự định chọn Tổng giám mục Nguyễn Văn Thuận làm Chủ tịch hoặc Tổng Thư ký Hội đồng Giám mục. Tuy vậy, vì lý do sức khỏe, ông phải vào điều trị bệnh tại Thành phố Hồ Chí Minh. Bộ Nội vụ Việt Nam gửi đại diện là ông Nguyễn Tư Hà vào tiếp xúc với Nguyễn Văn Thuận, yêu cầu ông từ chối tẩt cả các chức vụ, dù chỉ là Chủ tịch Uỷ ban hoặc Tiểu ban nếu được bầu chọn. Tổng giám mục Thuận cho rằng nếu được chọn, ông không thể từ chối. Vì lý do này, ông Hà tham dự phiên họp Hội đồng Giám mục, thông báo chính phủ Việt Nam không muốn thấy Tổng giám mục Nguyễn Văn Thuận được chọn vào bất kỳ chức vụ nào trong Hội đồng. Do thời gian kỳ họp trùng với thời gian phẫu thuật, Tổng giám mục Thuận không thể tham gia họp và các giám mục không thể bầu chọn ông. Phẫu thuật thất bại, ông còn bị nhiễm độc. Medical Community of Saint Egidio tại Rôma can thiệp, ông được đưa sang Ý chữa bệnh. Sau vài tuần dưỡng bệnh, về đến Việt Nam, ông bị tịch thu hộ chiếu, bị canh chừng. Tổng giám mục Nguyễn Văn Thuận rời khỏi Việt Nam đến Úc thăm cha mẹ đang sống tại đó, sau đó ông đến Roma gặp Giáo hoàng Gioan Phaolô II.
Quay trở về Việt Nam, tháng 11 năm 1989, ông mắc bệnh viêm tiền liệt tuyến và được giải phẫu tại Bệnh viện Việt Đức, Hà Nội. trong thời gian này, ông được mời làm thành viên Uỷ ban Quốc tế về Di trú và Di dân. Vì bệnh tình nặng kéo dài, nên ông được cấp phép đến Roma tiếp tục điều trị. Nguyễn Văn Thuận đến Roma tháng 4 năm 1990.

## Rời Việt Nam và làm việc tại Giáo triều Rôma (1990–2002)

### Rời Việt Nam và đề nghị của Tòa Thánh
Ngày 21 tháng 9 năm 1991, Tổng giám mục Nguyễn Văn Thuận rời Việt Nam theo lời đề nghị của một quan chức chính quyền Việt Nam. Trong khi đang được điều trị bệnh tại Roma, Chính quyền nước Cộng hòa Xã hội Chủ nghĩa Việt Nam tuyên bố ông Nguyễn Văn Thuận không còn được trở lại Việt Nam (persona non grata). Đầu năm 1991, Hồng y Tổng giám mục Tổng giáo phận Hà Nội Phaolô Giuse Phạm Đình Tụng viết thư đề nghị Giáo hoàng chọn Tổng giám mục Nguyễn Văn Thuận làm Tổng giám mục phó với quyền kế vị. Chính quyền Việt Nam bác bỏ đề nghị từ phía Tòa Thánh. Tổng giám mục Thuận có cuộc gặp với ông Nguyễn Hồng Lam, đứng đầu cơ quan phản gián và phụ trách vụ tôn giáo. Ông Lam cho rằng việc đề bạt Tổng giám mục Thuận làm Tổng giám mục phó Hà Nội là mưu đồ lớn hơn cả kế hoạch năm 1975. Tổng giám mục Thuận cho rằng vì các giám mục Việt Nam đề bạt và Tòa Thánh không chỉ đạo. Nguyên nhân của việc này, theo ông là do các giám mục Việt Nam được biết ông không được thi hành tác vụ công khai nên đã chọn cho ông một vị trí trong tương lai.
Tại Rôma, Tổng giám mục Thuận là cố vấn chính của Giáo hoàng và Phủ Quốc vụ khanh về mối quan hệ với chính quyền Việt Nam. Ngày 14 tháng 1 năm 1992, phái đoàn Toà Thánh do Đức ông C.Celli dẫn đầu đến Hà Nội để làm việc với chính phủ Việt Nam, đề nghị giải pháp toàn bộ gồm ba điểm: Bổ nhiệm Giám mục Giám quản Phạm Đình Tụng làm Tổng giám mục Hà Nội, Giám mục Nguyễn Văn Thuận làm Tổng giám mục Phó Hà Nội và Giám mục Nicôla Huỳnh Văn Nghi làm Tổng giám mục phó Tổng giáo phận Thành phố Hồ Chí Minh, tuy nhiên, do chính phủ không chấp nhận Giám mục Thuận làm Tổng giám mục Phó Hà Nội, và Toà Thánh cho đây là biện pháp toàn bộ nên giải pháp bất thành, phái đoàn Toà Thánh trong lần làm việc với chính phủ năm 1994 thừa nhận đây là một sai lầm.
Sau đó, cuộc gặp từ ngày 1 đến ngày 7 tháng 2 năm 1993, phái đoàn Toà Thánh đưa ra giải pháp toàn bộ mới, trong đó cắt đi đề nghị đầu tiên so với năm 1992, vẫn giữ nguyên 2 đề nghị sau về các giám mục Huỳnh Văn Nghi và Nguyễn Văn Thuận. Nhưng chính phủ chỉ đồng ý đề nghị về phần Giám mục Nghi mà không chấp nhận Tổng giám mục Thuận ra Hà Nội, vì là một giải pháp toàn bộ, Toà Thánh không bổ nhiệm Giám mục Nghi làm Tổng giám mục phó như đã định. Tổng giám mục Celli được nhận định là đã cố gắng linh động nhằm chọn được các giám mục kế vị ở Hà Nội để kế vị Hồng y Trịnh Văn Căn cũng như Tổng giám mục Nguyễn Văn Bình ở Tổng giáo phận Thành phố Hồ Chí Minh. Sau nhiều lần thương thảo không thành công, Tòa Thánh Vatican sau đó cố gắng bổ nhiệm Giám quản Tông Tòa cho Tổng giáo phận Thành phố Hồ Chí Minh, tuy vậy chính quyền tiếp tục bác bỏ đề nghị này. Năm 1993, Tổng giám mục Thuận đến Úc khi cha ông qua đời. Ngày 27 tháng 4 năm 1993, Giáo hoàng bổ nhiệm Tổng giám mục Thuận và Giám mục giáo phận Xuân Lộc Phaolô Maria Nguyễn Minh Nhật làm cố vấn của Bộ Truyền giáo.
Trừ khi đến Rôma, ngay cả trước khi chính thức công tác tại Giáo triều Rôma, Nguyễn Văn Thuận hầu như tuần nào cùng dành thời gian thăm cộng đoàn các quốc gia khác nhau, các đại học, các cơ quan quốc tế cũng như các cộng đoàn đặc sủng để hỗ trợ tĩnh tâm, đào tạo và xây dựng tân cộng đoàn.

### Công tác tại Hội đồng Giáo hoàng về Công lý và Hòa bình
Tại Vatican, Tổng giám mục Nguyễn Văn Thuận được mời làm thành viên Ủy ban Quốc tế về Di trú và Di dân. Sau nhiều lần không đạt thỏa thuận với chính quyền Việt Nam (năm 1992, 1993), Tòa Thánh bổ nhiệm Tổng giám mục Nguyễn Văn Thuận làm Phó Chủ tịch Uỷ ban Công lý và Hòa bình, thuộc Giáo triều Rôma vào ngày 24 tháng 11 năm 1994. Cùng ngày này, ông chính thức từ chức Tổng giám mục phó Tổng giáo phận Thành phố Hồ Chí Minh (đổi tên từ Sài Gòn năm 1976). Có nguồn tin cho rằng ông được bổ nhiệm chức phó chủ tịch vào ngày 9 tháng 4 năm 1994. Nói về chức vụ này, Giáo hoàng Gioan Phaolô II nói với Tổng giám mục Thuận: Hiền huynh đến từ một quốc gia chiến tranh và hiền huynh đã bị giam cầm trong mười ba năm. Bây giờ, hiền huynh chia sẻ kinh nghiệm đó cho những người dân tại các quốc gia đang chịu đau khổ và bất công. Như vậy, chúng ta có thể thăng tiến Công lý và Hòa bình và giúp họ tìm hiểu những quyền của họ.
Nguyễn Văn Thuận quan tâm và hỗ trợ các công tác xã hội, từ thiện; các công trình nghiên cứu và phổ biến văn hóa Việt Nam nói chung và Văn hóa Công giáo Việt Nam nói riêng. Ông cũng hỗ trợ các công việc trùng tu và xây cất các cơ sở tôn giáo, đào tạo chủng sinh và giáo dân. Ông từng được Bộ Truyền giáo ủy thác công tác kiểm tra các chủng viện tại một số quốc gia châu Phi.
Tháng 2 năm 1998, Tổng giám mục Nguyễn Văn Thuận tham gia sự kiện ngày giới trẻ tại Anaheim Convert Center, California, Hoa Kỳ và có bài phát biểu song ngữ Anh - Việt trong khuôn khổ sự kiện. Sau bốn năm làm việc tại Uỷ ban Công lý và Hòa Bình, ngày 24 tháng 6 năm 1998, Tổng giám mục Nguyễn Văn Thuận được chọn làm Chủ tịch Uỷ ban này, thay thế Hồng y Roger Etchegaray. Tờ New York Times nhận định việc bổ nhiệm này đã đưa Tổng giám mục Thuận vào sự chú ý (của mọi người). Ngày 20 tháng 8, nhân dịp tham gia sự kiện kỷ niệm 200 năm Đức Mẹ La Vang tại Washington D.C., Hoa Kỳ, ông tuyên bố thành lập Cộng đoàn Đức Mẹ La Vang. Ngày 18 tháng 11 cùng năm, Nguyễn Văn Thuận, với tư cách Chủ tịch Hội đồng Giáo hoàng về Công lý và Hòa Bình, kêu gọi giảm hoặc xóa nợ cho các quốc gia Trung Mỹ, bị bởi cơn bão xoáy Mitch tàn phá. Ông đã gửi lời cảm tạ các quốc gia thực hiện đề nghị và nhắc nhở về bổn phận của các quốc gia đang vay nợ.
Tổng giám mục Nguyễn Văn Thuận đã được mời đi giảng và thuyết trình tại nhiều quốc gia và giảng cho các đối tượng khác nhau và tại các trường đại học khác nhau trên thế giới. Tại Mexico vào tháng 5 năm 1998, Tổng giám mục Thuận giảng cho hơn 50.000 thanh niên. Trong nhiều dịp khác nhau thuộc các buổi nói chuyện trên toàn thế giới, Tổng giám mục Thuận thường xuyên nói về chủ đề kinh nghiệm trong thời gian tù ngục. Giáo hoàng Gioan Phaolô II, nhằm mục đích làm theo đề nghị của các giám mục nghị phụ Thượng Hội đồng Giám mục châu Mỹ 1997, đã yêu cầu Hội đồng Giáo hoàng về Công lý và Hòa Bình soạn thảo tài liệu mang tên Toát yếu về Học thuyết Xã hội Giáo hội. Riêng Tổng giám mục Thuận được yêu cầu viết tóm lược học thuyết này vào đầu năm 1999. Với cương vị Chủ tịch Hội đồng, ngày 1 tháng 5 năm 2000, ông ban hành quyết định tim kiếm các văn bản huấn quyền về nội dung Học thuyết Xã hộ Công giáo. Ông đã tìm kiếm được các văn kiện và viết thành 11 chương sách. Văn bản của Tổng giám mục Thuận là nền tảng hoàn thành Toát yếu về Học thuyết Xã hội Giáo hội. Tổng giám mục Thuận qua đời trước khi hoàn thành tác phẩm.
Trong Mùa Chay năm 2000, Tổng giám mục Thuận nhận lời mời từ Giáo hoàng Gioan Phaolô II mời ông giảng tĩnh tâm Mùa Chay cho giáo triều Vatican, vào lúc bắt đầu của thiên niên kỷ thứ ba. Trong Nhà nguyện Mẹ Đấng Cứu Thế, từ chiều ngày 12 tháng 3 đến 18 tháng 3 năm 2000, ông giảng tĩnh tâm cho Giáo hoàng và các thành viên Giáo triều Rôma. Những bài giảng của ông được in thành sách Chứng nhân Hy Vọng, sách này được phát hành ít nhất 12 ngôn ngữ. Khi Giáo hoàng gặp ông trong buổi triều yết riêng và tặng ông một chén thánh.
Chiều ngày 20 tháng 8 năm 2000, ngày bế mạc ngày Quốc tế Giới Trẻ thứ XV tại Roma, Tổng giám mục Nguyễn Văn Thuận đã tiếp đón hai Giám mục Phanxicô Xaviê Nguyễn Văn Sang, giám mục chính tòa Giáo phận Thái Bình, chủ tịch Ủy ban phụ trách Giáo dân của Hội đồng Giám mục Việt Nam và Giám mục Giuse Nguyễn Văn Yến, Giám mục chính tòa Giáo phận Phát Diệm, cùng phái đoàn Việt nam tham dự Ngày Quốc tế Giới Trẻ tại căn hộ của ông. Trong cuộc gặp, Tổng giám mục Thuận cũng gặp một số linh mục hiện làm việc tại Roma, trong đó có Đức ông Barnabê Nguyễn Văn Phương, thuộc Bộ Truyền giáo, và Đức ông Giuse Đinh Đức Đạo, phụ trách cộng đồng Công giáo Việt Nam tại Hải ngoại.
Trong thời gian đảm nhận vai trò chủ tịch Hội đồng Giáo hoàng về Công lý và Hòa bình, ông hỗ trợ các khu vực nghèo khó nhất trên thế giới. Hội đồng Công lý và Hòa bình ghi nhận hồng y Nguyễn Văn Thuận đã làm chứng cho hòa bình và hy vọng của các dân tộc.

### Các giải thưởng
Ngày 11 tháng 5 năm 1996, Tổng giám mục Nguyễn Văn Thuận nhận bằng Tiến sĩ Danh dự tại Đại Chủng viện Notre Dame ở New Orleans, Louisiana, Hoa Kỳ.
Tổng giám mục Thuận được tặng thưởng nhiều huân chương khác nhau vì "đời sống chứng tá và các hoạt động xây dựng công lý và hòa bình". Ngày 9 tháng 6 năm 1999, tại Tòa Đại sứ Pháp bên cạnh Tòa Thánh, Chính phủ Pháp đã trao tặng ông huy chương "Commandeur de l’Ordre National du Mérite". Ngày 12 tháng 12 năm 2000, tại Tòa Thị chính Rôma, Hiệp hội "Cùng nhau xây dựng hòa bình" đã trao tặng Huy chương vinh danh ông. Ngày 20 tháng 10 năm 2001, tại Torino, Tổng giám mục Thuận được trao tặng Huy Chương Hòa bình do tổ chức SERMIG - Hiệp hội Truyền giáo của giới trẻ. Ngày 9 tháng 12 năm 2001, Trung tâm Nghiên cứu G. Donati cũng đã trao tặng ông Giải thưởng Hòa bình năm 2001.

### Thăng tước hồng y
Ngày 21 tháng 1 năm 2001, Giáo hoàng Gioan Phaolô II công bố chọn Tổng giám mục Nguyễn Văn Thuận làm hồng y. Tân hồng y được xếp thứ hai trong danh sách các tân hồng y được công bố. Tổng số lượng hồng y được vinh thăng lần này lên đến 37, số lượng lớn nhất mà một Công nghị Hồng y từng có. Hồng y tân cử nhận được tin thăng hồng y cùng lúc biết tin tức cơ thể ông có một khối u gây bệnh, chính là khối u sau này đã khiến ông qua đời.
Với việc công bố quyết định thăng tước vị hồng y, Nguyễn Văn Thuận trở thành hồng y bậc phó tế đầu tiên người Việt Nam và là hồng y người Việt Nam thứ bốn. Ngày 21 tháng 2 năm 2001, nghi lễ nhận tước vị được cử hành và ông chính thức trở thành Hồng y Phó tế, Hiệu tòa Nhà thờ Santa Maria della Scala. Cũng được vinh thăng hồng y cùng Nguyễn Văn Thuận đợt này còn có các Giám mục từ các nơi như: Hồng y Jorge Mario Bergoglio người Argentina – sau này là Giáo hoàng Phanxicô; Hồng y Louis-Marie Bille tại Lyon, Pháp; Hồng y Ivan Dias tại Bombay, Ấn Độ,... Ngay trong ngày diễn ra nghi lễ hồng y, bài nghiên cứu Choosing the next pope đăng tải trên BBC đã nhận định Hồng y Nguyễn Văn Thuận là một trong những hồng y có sức ảnh hưởng, ngay cả khi không là giáo hoàng.

Huy hiệu Hồng y Phanxicô Xaviê Nguyễn Văn Thuận, có khẩu hiệu Latinh nghĩa là: "Vui mừng và hy vọng"

Huy hiệu của Hồng y Nguyễn Văn Thuận có nền màu xanh dương với ngôi sao trắng tượng trưng cho bà Maria là ngôi Sao Biển. Ngôi sao dẫn đường cho những con thuyền trong cuộc du hành. Mười khúc tre tượng trưng cho 10 điều răn và là biểu tượng của người quân tử. Nổi bật trên màu xanh và ngôi sao là ba ngọn núi biểu tượng của đại dương và lục địa. Ba ngọn núi còn là biểu trưng cho ba miền Việt Nam: Bắc, Trung, và Nam. Núi và biển cả cũng còn tượng trưng cho Nha Trang, là Giáo phận tân Hồng y từng đảm nhận chức Giám mục chính tòa. Khẩu hiệu bằng tiếng La Tinh của Hồng y Thuận là Gaudium et Spes, nghĩa là "Vui mừng và hy vọng" cũng là tựa đề của Hiến chế Mục vụ về Giáo hội trong Thế giới ngày nay, được Công đồng Chung Vaticanô II ban hành ngày 7 tháng 12 năm 1965, ngày cuối cùng trước khi bế mạc Công đồng. Cùng với Hiến chế Tín Lý về Giáo hội Ánh Sáng Muôn Dân – "Lumen Gentium", qua Công đồng này, Giáo hội muốn canh tân để phản ánh "dung nhan Chúa Kitô" trong thời đại hiện tại.
Trong số phát hành ngày 21 tháng 2 năm 2001, tờ The Los Angeles Times có bài với nhan đề "The Men Who Would Be Pope?" (Người có thể lên ngôi Giáo hoàng?) đã dự đoán danh sách 14 vị hồng y có nhiều khả năng kế vị Giáo hoàng Gioan Phaolô II, trong đó có Hồng y Nguyễn Văn Thuận. Ngoài ra, tờ báo này còn có một bài viết khác với tiêu đề Hidden Hopes of Being Pope (tạm dịch: Những tham vọng thầm kín để trở thành giáo hoàng) đưa ra quan điểm vị giáo hoàng kế vị giáo hoàng Gioan Phaolô II khó có khả năng đến từ châu Á, nơi có tỉ lệ giáo dân Kitô giáo rất thấp. Tuy vậy, bài báo dự đoán tân hồng y Thuận có thể tiến xa. Nhật báo The New York Post, ngày 25 tháng 2 năm 2001, cũng đăng bài nhan đề "Is Asian Cardinal In Line For Papacy ?" (Một Hồng y Á Châu Có Thể Lên Ngôi Giáo hoàng?) của ký giả Rod Dreher. Trong đó có đoạn nhận định về tân Hồng y người Việt Nam là một ứng viên sáng giá cho ngôi vị Giáo hoàng.
Giữa tháng 3 năm 2001, Hồng y Thuận tham gia sự kiện Công lý, Hòa Bình, Giải quyết các Vấn đề Xã hội tổ chức tại Tổng giáo phận Los Angeles. Vài tháng sau khi được phong tước Hồng y, ngày 30 tháng 4, Giáo hoàng đã chỉ định các tân hồng y vào các thánh bộ của Giáo triều Rôma. Hồng y Thuận được bổ nhiệm làm thành viên Thánh bộ Phụng tự và Kỷ luật Bí tích và Bộ Rao giảng Tin Mừng (bộ Truyền giáo). Ngày 14 tháng 5 cùng năm, Hồng y Thuận được chỉ định làm thành viên Hội đồng Giáo hoàng về Giáo dân.
Sau khi Việt Nam nới lỏng các hạn chế về việc nhập cảnh, Hồng y Thuận đã trở về Việt Nam thông qua các thủ tục dành cho công dân ngoại quốc. Với thời gian bị cầm tù, Nguyễn Văn Thuận trải qua tổng cộng 7 lần phẫu thuật, trong đó 3 lần khiến ông suýt mất mạng. Ngày 17 tháng 4 năm 2001, Hồng y Thuận được cử hành giải phẫu tại một bệnh viện ở Boston, Hoa Kỳ. Cuộc giải phẫu cuối cùng của ông là vào ngày 8 tháng 5 năm 2002 tại Trung tâm nghiên cứu về ung thư, Milan, miền Bắc Ý. Từ đầu tháng 6 năm 2002, sức khỏe Hồng y Thuận chuyển biến xấu và được cấp cứu tại Bệnh viện Agostino Gemelli thuộc Đại học Công giáo Thánh Tâm, Rôma. Sau đó, hồng y Thuận được chuyển viện đến Bệnh viện Piô XI.
Giữa tháng 7 năm 2002, cùng với lễ an táng Đức ông Vinh Sơn Trần Ngọc Thụ, thông tin từ Tòa Thánh cho biết Hồng y Nguyễn Văn Thuận đang điều trị ung thư tại bệnh viện Piô XI tại Roma.

### Qua đời và hậu sự
Vào lúc 6 giờ chiều ngày 16 tháng 9 năm 2002, Hồng y Nguyễn Văn Thuận qua đời tại Roma do bệnh ung thư ruột, một dạng ung thư hiếm gặp. Trong những ngày cuối đời, Hồng y Thuận mất khả năng nói, tuy vậy vẫn giữ được sự thanh thản. Trong chúc thư tinh thần, cố Hồng y khẳng định: "Tôi thanh thản ra đi, và tôi không giữ lòng oán hận nào đối với ai". Chính quyền Việt Nam gửi lời chia buồn với thân nhân cố hồng y hiện sinh sống tại Việt Nam và hứa sẽ cứu xét hỗ trợ visa cho họ tham dự tang lễ. Trong những tuyên bố đầu tiên về sự qua đời của cố hồng y, Tòa Thánh loan tin Giáo hoàng Gioan Phaolô II ca ngợi cố hồng y là người luôn đặt niềm tin vào Giáo hội Công giáo, kể cả trong những thời khắc khó khăn nhất. Tổng thư ký Hội đồng Giáo hoàng về Công lý và Hòa bình Giampaolo Crepaldi công bố với giới truyền thông: Một vị thánh vừa qua đời!.
Thánh lễ an táng cố hồng y được Giáo hoàng Gioan Phaolô II cử hành trọng thể vào chiều ngày 20 tháng 9 năm 2002, với 4.000 người tham dự, trong đó có 4 hồng y và 130 giám mục cùng với ngoại giao đoàn cạnh Tòa Thánh. Trong số các giám mục tham dự thánh lễ an táng, có sự hiện diện của 5 giám mục Việt Nam: Tổng giám mục Gioan Baotixita Phạm Minh Mẫn từ Tổng giáo phận Thành phố Hồ Chí Minh; Tổng Giám mục Tổng giáo phận Huế Stêphanô Nguyễn Như Thể, giám mục Nha Trang Phaolô Nguyễn Văn Hòa, giám mục Phát Diệm Giuse Nguyễn Văn Yến và giám mục Phêrô Nguyễn Văn Nho, Giám mục phó Giáo phận Nha Trang.
Trong thánh lễ, Giáo hoàng Gioan Phaolô II nhận xét cố Hồng y Nguyễn Văn Thuận:
Chúng ta hãy cảm tạ Chúa vì đã cho chúng ta, nơi con người của Đức Hồng y, một tấm gương sáng ngời về đời sống tín hữu Kitô, phù hợp với đức tin, đến độ tử đạo. […] ngài đã hiểu nền tảng của đời sống Kitô hữu là "chọn một mình Chúa mà thôi" như các vị tử đạo Việt Nam đã làm trong những thế kỷ trước. Chúng ta được mời gọi rao giảng cho tất cả mọi người "Tin Mừng Hy Vọng" và Đức Hồng y giải thích rằng: chúng ta chỉ có thể chu toàn Ơn Gọi ấy với sự hy sinh quyết liệt, dù phải chịu những thử thách cam go nhất [...]
Sáng ngày 21 tháng 9, thi hài cố Hồng y Nguyễn Văn Thuận được đưa đi an táng tại phần mộ của các Kinh sĩ Đền thờ Thánh Phêrô. Khu phần mộ này thuộc nghĩa trang Verano của thành phố Roma, Campo Verano. Tham dự nghi lễ an táng có bạn thân cố Hồng y là Hồng y Bernard Law, năm giám mục người Việt, Tổng thư ký Hội đồng Giáo hoàng Công lý và Hòa bình Giampaolo Crepaldi và hơn 1000 tu sĩ, giáo sĩ và thân nhân người quá cố. Nghĩa trang này là nghĩa trang chôn cất các nhà trí thức, các diễn viên, nghệ sĩ và là một nghĩa trang lớn và được nhận định là nghĩa trang tốt nhất để chôn cất tại Ý.
Mười năm sau đó, khi thi hài hồng y Nguyễn Văn Thuận được an táng, thi hài ông đã được cải táng về Nhà thờ hiệu tòa của ông, Nhà thờ Đức Mẹ Scala, ở trung tâm Roma sáng ngày 8 tháng 6 năm 2012. Tại Tu viện Celittinen, Koeln, hiện tại có căn phòng dành riêng lưu giữ những hình ảnh cùng kỷ vật của hồng y Thuận, và cũng tại nhà Dòng này ông đã sống trải qua nhiều ngày năm tháng lúc còn sinh thời, nhất là đã cử hành thánh lễ Công giáo cùng các thành viên nhà dòng tại nhà nguyện tu viện.

## Tiến trình tôn phong Hiển thánh

### Mở án điều tra và giai đoạn điều tra cấp giáo phận
Năm 2006, Hồng y Renato Raffaele Martino thăm dò ý kiến các Tổng trưởng Thánh bộ và các Chủ tịch Hội đồng thuộc Giáo triều Rôma. Kết quả cho thấy tất cả đều tán thành công việc xúc tiến án phong chân phước cố hồng y Nguyễn Văn Thuận.
Ngày 16 tháng 9 năm 2007, giám mục Giampaolo Crepaldi, Tổng thư ký Hội đồng Giáo hoàng Công lý và Hòa bình công bố kinh xin ơn cố Hồng y Nguyễn Văn Thuận:
| “ | Lạy Thiên Chúa toàn năng và hằng có đời đời, là Cha và Con và Thánh Thần, con cảm tạ Chúa vì đã ban cho Hội Thánh gương chứng tá anh dũng của Đức Hồng y Phanxicô Xaviê Nguyễn văn Thuận. Kinh nghiệm khổ đau trong ngục tù, được ngài sống liên kết với Chúa Kitô chịu đóng đinh, dưới bóng che chở hiền mẫu của Mẹ Maria, đã rèn luyện ngài nên một chứng nhân sáng ngời cho Hội Thánh và toàn thế giới, về sự hiệp nhất và tha thứ, cũng như về công lý và hòa bình. Con người dễ thương mến cùng với sứ vụ mục tử giám mục của ngài tỏa chiếu rạng ngời ánh sáng của đức tin, nhiệt tâm của niềm hy vọng và sức sống nồng ấm của đức ái. Giờ đây, nhờ lời bầu cử của ngài và theo thánh ý Chúa, xin Chúa ban cho con được ơn đang cầu khẩn, với niềm hy vọng thấy ngài sớm được vinh hiển trên bàn thờ. Amen! | ” |

Ngày 17 tháng 9 năm 2007, Giáo hội Công giáo Rôma bắt đầu những thủ tục đầu tiên cho việc tuyên chân phước và tuyên thánh cho cố Hồng y Nguyễn Văn Thuận. Cùng ngày, từ dinh thự Giáo hoàng ở Castel Gandolfo, trong buổi triều yết, Giáo hoàng Biển Đức XVI đã nói: Tôi vui mừng, nhân cơ hội này để một lần nữa, nêu lên chứng tá Đức Tin sáng ngời mà vị Mục Tử anh dũng này đã để lại cho chúng ta. ĐHY Phanxicô Xaviê đã được vị tiền nhiệm Gioan-Phaolô II đáng kính của tôi bổ nhiệm làm Chủ tịch Hội đồng Giáo hoàng về Công lý và Hòa bình. Ngài đã soạn thảo bản Toát Yếu Giáo Huấn xã hội của Hội Thánh. Làm sao quên được những nét nổi bật về sự đơn sơ và thân thiện của ngài... Đức Hồng y Văn Thuận là một con người của Hy Vọng. Ngài sống bằng Hy Vọng, ngài phổ biến niềm Hy Vọng cho tất cả những ai ngài gặp gỡ. [...] Giáo hoàng có các cuộc gặp gỡ với các thành viên Ủy hội Công lý và Hòa bình, thân nhân cố hồng y và đại diện cộng đồng giáo dân gốc Việt tại Rôma.
Đây là lần đầu tiên có một hồ sơ để tuyên chân phước của Giáo hội Công giáo Việt Nam liên quan đến một nhân vật không liên quan đến việc tử đạo. Cáo thỉnh viên được Tòa Thánh chuẩn bị là nữ luật sư Silvia Monica Correale. Thủ tục điều tra để tuyên chân phước và thánh khởi sự sau cái chết của chủ thể sớm nhất là 5 năm, và trường hợp của Hồng y Nguyễn Văn Thuận không là ngoại lệ. Tuy vậy, cố hồng y là một trong những nhân vật hiếm hoi được bắt đầu tiến trình tôn phong sớm, do việc này được tiến hành chỉ ít năm sau khi ông qua đời.
Vào sáng ngày 22 tháng 10 năm 2010, Hồng y Peter Turkson, chủ sự lễ cầu nguyện cho cố Hồng y Nguyễn Văn Thuận tại Nhà thờ Santa Maria della Scala. Tham dự thánh lễ có các thành viên thuộc Hội đồng Giáo hoàng về Công lý và Hòa bình, các Hồng y, Giám mục, linh mục, thân nhân, bạn hữu của Hồng y Thuận. Tiếp đến, vào lúc 12 giờ trưa cùng ngày, tại Phòng Hòa Giải trong Dinh Laterano ở Roma, một phiên họp chính thức mở cuộc điều tra án tuyên chân phước và tuyên thánh cho cố hồng y, sau thời gian tìm các thông tin, tài liệu về cố hồng y. Nghi thức bắt đầu bằng một bài Thánh ca, sau đó là việc đọc biên bản. Tiếp đến, Hồng y Agostino Vallini, Giám quản Giáo phận Rôma tuyên bố chính thức mở Án điều tra. Giáo phận Rôma, do là nơi sinh sống cuối đời của cố Hồng y Thuận, cũng là nơi điều hành vấn đề nghiên cứu tuyên thánh cho cố hồng y.
Tính đến tháng 9 năm 2011, Uỷ ban Điều tra Án phong thánh đã thu nhận lời khai của 120 người. Uỷ ban Lịch sử tham gia vào quá trình nghiên cứu và soạn lại các tài liệu liên quan đến cố Hồng y. Tuy vậy các dự án trên chưa được hoàn tất. Trong thời gian này, còn một dự án khác là di dời thi hài cố Hồng y từ nghĩa trang Verano vào thánh đường Santa Maria Della Scala, nhà thờ Hiệu tòa của cố Hồng y. Giai đoạn 2012, cáo thỉnh viên tuyên thánh cho cố Hồng y là Tiến sĩ Waldery Hilgeman.
Giữa tháng 2 năm 2012, tờ Quan sát viên Rôma - L'Osservatore Romano thông báo đề nghị những cá nhân còn lưu giữ các chứng từ, các thông tin thuận lợi hoặc bất lợi về cố Hồng y Nguyễn Văn Thuận liên lạc để thông báo với tờ báo trên. Thời điểm này, cáo thỉnh viên của vụ tuyên thánh vẫn là bà Silvia Monica Correal. Phái đoàn Tòa án Giáo phận Rôma dành nhiều thời gian cử các phái đoàn tìm gặp các nhân chứng (có liên hệ) đến cố Hồng y Nguyễn Văn Thuận tại các quốc gia như Pháp, Đức, Hoa Kỳ, Úc. Phái đoàn dự định dành thời gian đến Việt Nam trong giai đoạn từ ngày 23 tháng 3 đến ngày 9 tháng 4 năm 2012. Phái đoàn lần lượt đến thăm các giáo phận: Tổng giáo phận Sài Gòn (24–27 tháng 3), Nha Trang (29–31 tháng 3), Huế (1–3 tháng 4), Hà Nội (5–7tháng 4). Trong văn thư ấn ký ngày 1 tháng 1 năm 2012, Hồng y Gioan Baotixita Phạm Minh Mẫn của Tổng giáo phận Thành phố Hồ Chí Minh loan tin nếu có bất cứ người nào muốn làm chứng trước phái đoàn, cần ghi danh bằng văn bản và gửi đến Linh mục Nguyễn Thanh Tùng. Các phép lạ Công giáo do sự chuyển cầu của cố Hồng y Nguyễn Văn Thuận, Hồng y Mẫn cũng đề nghị báo tin cho Linh mục Tùng. Cùng ngày, Tòa giám mục Nha Trang cũng đưa ra thông cáo của Giám mục Giuse Võ Đức Minh về vấn đề này. Giám mục Minh cho thành lập một ban phụ trách, có nhiệm vụ tìm hiểu và phổ biến đời sống của cố Hồng y Nguyễn Văn Thuận. Ngày 6 tháng 1 cùng năm, Tổng giám mục Phêrô Nguyễn Văn Nhơn ấn ký văn thư cùng nội dung. Các chứng nhân muốn gặp mặt phái đoàn cần báo tin qua linh mục Nguyễn Xuân Thủy. Tiếp nối các giáo phận trên, Tổng giáo phận Huế ban hành thông cáo ngày 22 tháng 1 năm 2012 của Tổng giám mục Stêphanô Nguyễn Như Thể loan tin về chuyến viếng thăm của phái đoàn và thành lập một ủy ban để chuẩn bị.
Cuối tháng 3 năm 2012, AsiaNews và Thông tấn xã Pháp loan tin chính quyền Việt Nam đã hủy bỏ visa phái đoàn điều tra án phong thánh, dự định đến Việt Nam để gặp gỡ các nhân chứng từng biết cố Hồng y Nguyễn Văn Thuận. Thông tin từ Văn phòng Tòa Tổng giám mục Sài Gòn, dòng Chúa Cứu Thế và Tòa Thánh cách gián tiếp qua hồng y Peter Turkson tái xác nhận thông tin này. Nguồn thông tin cho biết ban đầu chính quyền Việt Nam chấp nhận cấp visa cho phái đoàn, tuy vậy sau đó rút lại sự chấp nhận này. Trước biến cố này, nhiêu tín hữu Công giáo đã lên án động thái trên, nhận định đây là một hành vi vi phạm tự do tôn giáo. Ngày 28 tháng 3, người phát ngôn bộ Ngoại giao Việt Nam Lương Thanh Nghị cho biết chính quyền Việt Nam chưa nhận được đề nghị từ Tòa Thánh về công tác của phái đoàn trên và cho rằng chính quyền Việt Nam luôn sẵn sàng tạo điều kiện cho phái đoàn nếu phái đoàn được chỉ định cách chính thức, nằm trong thảo thuận giữa Vatican và Việt Nam. Tòa Thánh Vatican thông cáo xác nhận phái đoàn từ Giáo phận Rôma đã bị hủy visa. Trước đó, đoàn này dự định nhập cảnh Việt Nam với visa du lịch. Phái đoàn đã không dùng các kênh liên lạc cấp cao giữa Tòa Thánh và Việt Nam. Tòa Thánh Vatican cũng bác bỏ tin tức Hồng y Peter Turkson, Chủ tịch Hội đồng Tòa Thánh về Công lý và Hòa bình là thành viên của đoàn.

### Kết thúc giai đoạn tuyên chân phước tại giáo phận
Ngày 5 tháng 7 năm 2013, người Công giáo Việt Nam tổ chức lễ bế mạc của các giai đoạn giáo phận của tiến trình tuyên chân phước cho Hồng y Phanxicô Xaviê Nguyễn Văn Thuận. Mặc dù ông chưa được tuyên thánh, nhiều tín hữu Việt Nam đã coi ông là một vị thánh và xem ông như một biểu tượng của Giáo hội Việt Nam. Trưa cùng ngày, Hồng y Agostino Vallini, Giám quản Giáo phận Roma chủ sự lễ bế mạc tiến trình điều tra cấp giáo phận về Tôi Tớ Chúa Phanxicô Xaviê Nguyễn Văn Thuận. Ngoài hồng y Vallini, còn có 5 hồng y, một số giám mục khác. Về số giáo sĩ Việt Nam có nguyên tổng giám mục Tổng giáo phận Huế Stêphanô Nguyễn Như Thể và giám mục Giuse Võ Đức Minh từ Giáo phận Nha Trang. Giáo hữu gốc Việt Nam đến từ các quốc gia Pháp, Hoa Kỳ, Australia,.. cũng tham gia sự kiện này.
Tuy nhiên, tiến trình tuyên chân phước cho Hồng y Phanxicô Xaviê Nguyễn Văn Thuận bị chính quyền Việt Nam phản đối và cản trở. Có ý kiến từ giới trí thức Công giáo người Việt ở nước ngoài cho rằng, chính án tù kéo dài mà Hồng y Thuận phải chịu sau năm 1975 ở Việt Nam là một vấn đề. Chính quyền đã ngăn chặn nhà phê bình văn học Nguyễn Hoàng Đức, một nhân chứng trong tiến trình phong chân phước cho Hồng y Phanxicô Xaviê Nguyễn Văn Thuận, khi ông đang lên máy bay đi Roma theo lời mời của Tòa thánh Vatican tham dự lễ "Bế mạc phần điều tra tại địa phương" trong hồ sơ phong chân phước và hiển thánh cho Hồng y Phanxicô Xaviê Nguyễn Văn Thuận. Ông Đức là cựu quan chức Việt Nam, từng gặp gỡ với cố Hồng y Thuận. Theo ông, có ba sự lạ đã diễn ra cho ông khi tiếp xúc với cố hồng y: giúp ông chuyển sang Công giáo, chữa lành bệnh cho ông và chia sẻ về một sự kiện tương lai.

### Được công nhận danh hiệuĐấng đáng kính
Ngày 2 tháng 5 năm 2017, Uỷ ban Hồng y và Giám mục thuộc Bộ Tuyên Thánh tại Vatican đã vừa biểu quyết chấp nhận Án tuyên thánh của Tôi tớ Chúa Phanxicô Xaviê Nguyễn Văn Thuận. Ngày 4 tháng 5 năm 2017, Giáo hoàng Phanxicô phê chuẩn các sắc lệnh của Bộ Tuyên thánh, tiến thêm một bước trong án tuyên thánh cho cố hồng y Nguyễn Văn Thuận. Giáo hoàng tuyên bố Hồng y Thuận là Đấng đáng kính. Sau giai đoạn này, cần có phép lạ Công giáo được cho rằng với sự chuyển cầu của cố Hồng y Nguyễn Văn Thuận. Phép lạ chữa bệnh cần được xác minh là không thể lý giải về mặt khoa học. Nếu có phép lạ xảy ra, một đơn sẽ gửi đến ủy ban Thần học để thẩm định.
Thánh bộ Vatican sẽ xem xét hồ sơ và nếu mọi việc thuận lợi thì ông có thể sẽ được tuyên chân phước, và sau đó cũng có thể được tuyên thánh. Jean-Marie Schmitz, chủ tịch hiệp hội Bạn hữu Hồng y Phanxicô Nguyễn Văn Thuận cho biết có ba phép lạ được xem là của Hồng y Phanxicô Xaviê Nguyễn Văn Thuận, trong đó có một nữ tu bị mù đã được sáng mắt.

## Tác phẩm
- Tiểu sử các linh mục Huế (đồng tác giả)[131]
- Đức Thánh Cha Gioan XXIII' (1960)[132]
- Đường hy vọng (1975): 10 ngôn ngữ, tính đến năm 1998.[32][133]
- Đường hy vọng dưới ánh sáng Lời Chúa và Công Đồng Vaticano II (1979): 2 ngôn ngữ, tính đến năm 1998.[32][133]
- Những người lữ hành trên Đường Hy Vọng (1980): 2 ngôn ngữ, tính đến năm 1998.[32][133][133]
- Năm chiếc bánh và hai con cá (1997): 7 ngôn ngữ, tính đến năm 1998.[67]
- Cầu nguyện hy vọng I: 4 ngôn ngữ, tính đến năm 1998.[133]
- Hãy trao tặng tuổi trẻ nụ cười[32]
- Niềm vui sống đạo (1999)[134][135]
- Sứ Điệp Đức Mẹ La Vang (1999)[136]
- Chứng nhân hy vọng[32]
- Tóm lược học thuyết xã hội của Giáo hội Công giáo (đồng tác giả)[89]

## Tưởng nhớ
Nhiều quốc gia và nhiều tổ chức, quỹ, giải thưởng mang tên hoặc nhân danh cố hồng y Nguyễn Văn Thuận. Giáo xứ Giang Xá, nơi cố Hồng y Thuận bị quản thúc từ năm 1978 đến năm 1982 hiện dành tòa nhà cố hồng y từng sử dụng làm nơi trưng bày các hiện vật liên quan đến ông. Một số vật dụng được chuyển từ Rôma về trưng bày. Viết trong sách Spe Salvi, Giáo hoàng Biển Đức XVI đã trích dẫn hai lần câu nói của cố Hồng y nhằm chứng minh luận điểm: người có niềm hy vọng thì không bao giờ cô đơn. Tháng 4 năm 2014, linh mục Mátthêu Vũ Khởi Phụng, Dòng Chúa Cứu Thế Hà Nội, thành lập "Câu lạc bộ Phanxicô Xaviê Nguyễn Văn Thuận". Câu lạc bộ này khuyến khích các thành viên: cổ võ sứ điệp Hy vọng của cố Hồng y; phổ biến Bản tóm lược học thuyết Xã hội Công giáo; cầu nguyện cho tiến trình tuyên thánh cố hồng y và tổ chức các hội thảo, tọa đàm... về Học thuyết Xã hội Công giáo.
Nhân dịp chuyến viếng thăm bổn phận giám mục Ad Limina 2018, các Giám mục Việt Nam đã đến Rôma, viếng mộ cố Hồng y Nguyễn Văn Thuận. Nhiều tù nhân người Cameroon cầu nguyện với di ảnh cố hồng y Thuận trong các nhà tù.
Với thông điệp nhân ngày Thế giới Hòa bình 1 tháng 1 năm 2019, Giáo hoàng Phanxicô đã đề cập đến Mối phúc của Nhà chính trị do Hồng y Nguyễn Văn Thuận biên soạn. Trong thông điệp qua video gửi giới trẻ Việt Nam nhân dịp Đai hội Giới Trẻ miền Bắc năm tháng 11 năm 2019, Giáo hoàng Phanxicô đã đề cập đến cố Hồng y Nguyễn Văn Thuận và nhận định ông là một chứng nhân của niềm hy vọng.

## Nhận định
Ông Peter Hebblethwaite, trong quyển sách The Next Pope xuất bản năm 2000, có đánh giá hồng y Nguyễn Văn Thuận:
| “ | Nhiều người nghĩ rằng khi vị Tổng Giám mục này [Nguyễn Văn Thuận] được vinh thăng Hồng Y, Ngài sẽ là ứng viên sáng giá cho ngôi Giáo hoàng tiếp theo. Ngài là một con người mà cuộc sống luôn toát ra sự thánh thiện, khôn ngoan, khéo léo, mềm dẻo. Ngài đã bị tống giam trong tù ngục cộng sản 13 năm, trong đó có 9 năm biệt giam. Trong thời gian dài kiên trì chịu đựng một cuộc sống tận cùng khổ đau, thiếu thốn tất cả, Ngài được ơn linh ứng viết một cuốn sách tu đức rất giá trị sâu sắc với những lời văn đơn sơ nhưng đầy tính thuyết phục. | ” |

Nhật báo The New York Post, ngày 25 tháng 2 năm 2001, đăng bài viết Is Asian Cardinal In Line For Papacy? của ký giả Rod Dreher. Trong đó có đoạn nhận định về tân Hồng y người Việt Nam:
| “ | Tân Hồng y Phanxicô Xavie, 73 tuổi, đã từ chối không bỏ nhiệm sở của Ngài là Phó Tổng Giám mục Sàigòn khi Miền Nam rơi vào tay những người cộng sản. Họ đã bỏ tù Đức Tổng Giám mục Nguyễn Văn Thuận, bởi vì Ngài là người Công giáo, một linh mục, hơn nữa một Tổng Giám mục! Người cộng sản đã ném Ngài vào lao tù và giam Ngài trong 9 năm cơ cực! Sau khi chịu đựng tổng cộng 13 năm tù ngục, Đức Tổng Giám mục Nguyễn Văn Thuận được trả tự do năm 1987 nhưng vẫn bị quản chế tại gia! Năm 1991, chính quyền cộng sản Việt Nam trục xuất Ngài và Ngài đã đến Vatican làm việc trong Hội Đồng Giáo hoàng Công Lý và Hòa Bình, mà nay Ngài là Chủ tịch. Chính trong ngày được tấn phong, Tân Hồng y Việt Nam này đã đeo quanh cổ mình một cây thánh giá bằng gỗ mà Ngài đã tự tay làm lấy tại nhà giam. | ” |

Cáo thỉnh viên Waldery Hilgeman, cáo thỉnh viên phụ trách tiến trình phong thánh cho cố Hồng y Nguyễn Văn Thuận, nêu nhận định của ông về cố Hồng y:
| “ | Điều đánh động tôi trong linh đạo của ngài là tình yêu liên lỉ đối với tha nhân. Ngài bị cầm tù và khi ở trong tù, ngài vẫn không ngừng yêu thương những người bách hại ngài, từ những viên chức cao nhất của chế độ đến anh lính canh thấp bé nhất. | ” |

Linh mục Trần Đức Anh, Giám đốc Ban Việt ngữ Đài phát thanh Vatican, đưa ra nhận định:
| “ | Bản thân tôi, tôi có dịp được tiếp xúc với Đức Hồng y rất nhiều, và tôi rất khâm phục Ngài ở chỗ không bao giờ Ngài than trách, nói xấu hoặc phê bình những người đã hại Ngài, những người đã tạo đau khổ cho Ngài trong quá khứ. Đó là điều mà tôi rất cảm kích. | ” |

## Tông truyền
Hồng y Phanxicô Xaviê Nguyễn Văn Thuận được tấn phong giám mục năm 1967, thời Giáo hoàng Phaolô VI, bởi:
- Chủ phong: Tổng giám mục Angelo Palmas, Khâm sứ Tòa Thánh tại Việt Nam và Campuchia.
- Hai giám mục phụ phong: Tổng giám mục Philípphê Nguyễn Kim Điền, Giám quản Tông Tòa Tổng giáo phận Huế và Tổng giám mục Jean-Baptiste Urrutia Thi, M.E.P. nguyên Đại diện Tông Tòa Hạt Đại diện Tông Tòa Huế.

Hồng y Phanxicô Xaviê Nguyễn Văn Thuận đóng vai trò phụ phong trong nghi thức truyền chức cho giám mục:
- Năm 1975, giám mục Bartôlômêô Nguyễn Sơn Lâm, nay là cố giám mục chính tòa Giáo phận Thanh Hóa.